# Lista monumentelor istorice din județul Sălaj

Simbol utilizat în România pentru monumentele istorice

Lista monumentelor istorice din județul Sălaj cuprinde monumentele istorice din județul Sălaj înscrise în Patrimoniul cultural național al României. Lista completă este menținută și actualizată periodic de către Ministerul Culturii, Cultelor și Patrimoniului Național din România, ultima versiune datând din 2015.

| Cod LMI                                                                                       | Denumire                                                                                          | Localitate                                                       | Localizare | Datare, Creatori | Imagine               | Erori             |
| --------------------------------------------------------------------------------------------- | ------------------------------------------------------------------------------------------------- | ---------------------------------------------------------------- | --- | --- | --------------------- | ----------------- |
| SJ-I-s-B-04841 (RAN: 139713.18)                                                               | Situl arheologic de la Zalău, punct „Tăneiul lui Winkler”                                         | municipiul Zalău                                                 | „Tăneiul lui Winkler”, pe valea Mitii, la S de Laminorul de țevi | | Încarcă foto \| video | Raportează eroare |
| SJ-I-m-B-04841.01 (RAN: 139713.18.01)                                                         | Așezare                                                                                           | municipiul Zalău                                                 | „Tăneiul lui Winkler”, pe valea Mitii, la S de Laminorul de țevi | Neolitic | Încarcă foto \| video | Raportează eroare |
| SJ-I-m-B-04841.02 (RAN: 139713.18.02)                                                         | Așezare                                                                                           | municipiul Zalău                                                 | „Tăneiul lui Winkler”, pe valea Mitii, la S de Laminorul de țevi | Epoca bronzului | Încarcă foto \| video | Raportează eroare |
| SJ-I-m-B-04841.03 (RAN: 139713.18.03)                                                         | Așezare                                                                                           | municipiul Zalău                                                 | „Tăneiul lui Winkler”, pe valea Mitii, la S de Laminorul de țevi | Hallstatt | Încarcă foto \| video | Raportează eroare |
| SJ-I-m-B-04841.04 (RAN: 139713.18.04)                                                         | Așezare                                                                                           | municipiul Zalău                                                 | „Tăneiul lui Winkler”, pe valea Mitii, la S de Laminorul de țevi | sec. I a. Chr.-I p. Chr., Latène                                                                                          | Încarcă foto \| video | Raportează eroare |
| SJ-I-m-B-04841.05 (RAN: 139713.18.05)                                                         | Așezare                                                                                           | municipiul Zalău                                                 | „Tăneiul lui Winkler”, pe valea Mitii, la S de Laminorul de țevi | sec. II - III p. Chr., Epoca romană                                                                                       | Încarcă foto \| video | Raportează eroare |
| SJ-I-s-B-04843 (RAN: 139713.12, 139713.13)                                                    | Sistem de supraveghere și apărare a limesului Daciei în sectorul Zalău                            | municipiul Zalău                                                 | | sec. II - III p. Chr. | Încarcă foto \| video | Raportează eroare |
| SJ-I-m-B-04843.01 (RAN: 139713.05.01)                                                         | Baraj de tip clausura                                                                             | municipiul Zalău                                                 | „Vârful Păstaie-Pârâul Pietrii” | sec. II - III p. Chr. | Încarcă foto \| video | Raportează eroare |
| SJ-I-m-B-04843.02 (RAN: 139713.06.01)                                                         | Turn roman                                                                                        | municipiul Zalău                                                 | „Măgura Stânii 2”, În vecinătateareleului TV | sec. II - III p. Chr. | Încarcă foto \| video | Raportează eroare |
| SJ-I-m-B-04843.03 (RAN: 139713.07.01)                                                         | Turn roman                                                                                        | municipiul Zalău                                                 | „La Oroieși” | sec. II - III p. Chr. | Încarcă foto \| video | Raportează eroare |
| SJ-I-m-B-04843.04 (RAN: 139713.08.01)                                                         | Turn roman                                                                                        | municipiul Zalău                                                 | „Masa Craiului”, la capătul de NE al poligonului de tir | sec. II - III p. Chr. | Încarcă foto \| video | Raportează eroare |
| SJ-I-m-B-04843.05 (RAN: 139713.09.01)                                                         | Turn roman                                                                                        | municipiul Zalău                                                 | „Dealul Dojii”, la N de oraș, pe partea de S a văii Ortelecului, lângă Izvoare | sec. II - III p. Chr. | Încarcă foto \| video | Raportează eroare |
| SJ-I-m-B-04843.06 (RAN: 139713.10.01)                                                         | Turn roman                                                                                        | municipiul Zalău                                                 | „Dealul Clocoțăl” | sec. II - III p. Chr. | Încarcă foto \| video | Raportează eroare |
| SJ-I-m-B-04843.07 (RAN: 139713.11.01)                                                         | Turn roman                                                                                        | municipiul Zalău                                                 | „Sub Druia” | sec. II - III p. Chr. | Încarcă foto \| video | Raportează eroare |
| SJ-I-m-A-04843.08                                                                             | Burgus roman                                                                                      | municipiul Zalău                                                 | „Fântâna Sușigului”, pe panta de N a dealului Măgurița, în dreptul ultimei case din cartierul Ortelec | sec. II - III p. Chr. | Încarcă foto \| video | Raportează eroare |
| SJ-I-m-B-04843.09                                                                             | Turn roman                                                                                        | municipiul Zalău                                                 | „Măgurița”, pe panta de N a dealului Măgurița, în zona lacului | sec. II - III p. Chr. | Încarcă foto \| video | Raportează eroare |
| SJ-I-m-B-04843.10 (RAN: 139713.14.01)                                                         | Turn roman                                                                                        | municipiul Zalău                                                 | „Dealul Poguior”, lângă „La Strâmtură” | sec. II-III p. Chr. | Încarcă foto \| video | Raportează eroare |
| SJ-I-m-B-04843.11 (RAN: 139713.15.01)                                                         | Turn roman                                                                                        | municipiul Zalău                                                 | „Dealul Pietroasa” | sec. II - III p. Chr. | Încarcă foto \| video | Raportează eroare |
| SJ-I-m-B-04843.12 (RAN: 139713.16.01)                                                         | Turn roman                                                                                        | municipiul Zalău                                                 | „Dealul Mare”, la NE de casele de pe „Deleni”, în dreptul bisericii | sec. II - III p. Chr. | Încarcă foto \| video | Raportează eroare |
| SJ-I-m-B-04843.13 (RAN: 139713.17.01)                                                         | Turn roman                                                                                        | municipiul Zalău                                                 | „Acastău”, la marginea pădurii, pe vârful împădurit | sec. II - III p. Chr. | Încarcă foto \| video | Raportează eroare |
| SJ-I-m-B-04843.14 (RAN: 139713.24.01)                                                         | Vallum de piatră (clausura)                                                                       | municipiul Zalău; sat Moigrad; comuna Mirșid                     | „Dealul Măgurița-Valea Ortelecului-Vârful Poguior” | sec. II - III p. Chr. | Încarcă foto \| video | Raportează eroare |
| SJ-I-m-B-04845.02                                                                             | Situl arheologic de la Zalău, Bd. Mihai Viteazul nr. 104-106                                      | municipiul Zalău                                                 | Bd. Mihai Viteazul 104-106 | sec. II - III | Încarcă foto \| video | Raportează eroare |
| SJ-I-m-B-04845.03                                                                             | Situl arheologic de la Zalău, Bd. Mihai Viteazul nr. 104-106                                      | municipiul Zalău                                                 | Bd. Mihai Viteazul 104-106 | Hallstatt | Încarcă foto \| video | Raportează eroare |
| SJ-I-s-B-04842 (RAN: 139713.04)                                                               | Situl arheologic de la Zalău, punct „Palvar”                                                      | municipiul Zalău                                                 | Str. 22 Decembrie 1989, „Palvar” | sec. X - XIII | Încarcă foto \| video | Raportează eroare |
| SJ-I-m-B-04842.01                                                                             | Așezare deschisă                                                                                  | municipiul Zalău                                                 | Str. 22 Decembrie 1989, „Palvar” | sec. X - XIII | Încarcă foto \| video | Raportează eroare |
| SJ-I-m-B-04842.02                                                                             | Fortificație de pământ                                                                            | municipiul Zalău                                                 | Str. 22 Decembrie 1989, „Palvar” | sec. X - XIII | Încarcă foto \| video | Raportează eroare |
| SJ-I-m-B-04842.03                                                                             | Necropolă                                                                                         | municipiul Zalău                                                 | Str. 22 Decembrie 1989, „Palvar” | sec. X - XIII | Încarcă foto \| video | Raportează eroare |
| SJ-I-s-B-04844 (RAN: 139713.02)                                                               | Situl arheologic de la Zalău, punct „Str. C. Coposu”                                              | municipiul Zalău                                                 | Str. Coposu Corneliu 21-23 | sec. II - IV p. Chr. | Încarcă foto \| video | Raportează eroare |
| SJ-I-m-B-04844.01 (RAN: 139713.02.02)                                                         | Așezare                                                                                           | municipiul Zalău                                                 | Str. Coposu Corneliu 21-23 | sec. II - III p. Chr. | Încarcă foto \| video | Raportează eroare |
| SJ-I-m-B-04844.02 (RAN: 139713.02.01)                                                         | Așezare                                                                                           | municipiul Zalău                                                 | Str. Coposu Corneliu 21-23 | sec. IV p. Chr., Epoca post-romană                                                                                        | Încarcă foto \| video | Raportează eroare |
| SJ-I-s-B-04845 (RAN: 139713.03)                                                               | Situl arheologic de la Zalău, Bd. Mihai Viteazul nr. 104-106                                      | municipiul Zalău                                                 | Bd. Mihai Viteazul 104-106 | | Încarcă foto \| video | Raportează eroare |
| SJ-I-m-B-04845.01                                                                             | Situl arheologic de la Zalău, Bd. Mihai Viteazul nr. 104-106                                      | municipiul Zalău                                                 | Bd. Mihai Viteazul 104-106 | sec. VI, Epoca postromană                                                                                                 | Încarcă foto \| video | Raportează eroare |
| SJ-I-s-B-04846 (RAN: 139946.01)                                                               | Așezare                                                                                           | sat Agrij; comuna Agrij                                          | „La Pietre”, la cca. 1,5 km NV de școală | Epoca bronzului, Cultura Coțofeni                                                                                         | Încarcă foto \| video | Raportează eroare |
| SJ-I-m-B-04919.03 (RAN: 142113.04.01)                                                         | Turn roman                                                                                        | sat Agrij; comuna Agrij                                          | „Coasta Lată” 47.06694°N 23.10083°E | sec. II - III p. Chr. | Încarcă foto \| video | Raportează eroare |
| SJ-I-s-B-04847 (RAN: 141394.01)                                                               | Așezare și necropolă                                                                              | sat Badon; comuna Hereclean                                      | „La Doaște” 47.25°N 22.97777°E | Epoca bronzului, Epoca romană, Ev mediu timpuriu                                                                          | Încarcă foto \| video | Raportează eroare |
| SJ-I-m-B-04847.01 (RAN: 141394.01.01)                                                         | Așezare                                                                                           | sat Badon; comuna Hereclean                                      | „La Doaște”/La Nove/La pietriș | sec. VIII - X | Încarcă foto \| video | Raportează eroare |
| SJ-I-m-B-04847.02 (RAN: 141394.01.03)                                                         | Așezare                                                                                           | sat Badon; comuna Hereclean                                      | „La Doaște”/La Nove/La pietriș | sec. II - III p. Chr. | Încarcă foto \| video | Raportează eroare |
| SJ-I-m-B-04847.03                                                                             | Necropolă                                                                                         | sat Badon; comuna Hereclean                                      | „La Doaște”/La Nove/La pietriș | sec. II - III p. Chr. | Încarcă foto \| video | Raportează eroare |
| SJ-I-s-B-04849 (RAN: 141394.02)                                                               | Așezare                                                                                           | sat Badon; comuna Hereclean                                      | 157 | Epoca bronzului, Cultura grupul Cehăluț                                                                                   | Încarcă foto \| video | Raportează eroare |
| SJ-I-s-B-04851 (RAN: 141250.01)                                                               | Situl arheologic de la Bezded, punct „La Bolovani”                                                | sat Bezded; comuna Gârbou                                        | „La Bolovani”, | | Încarcă foto \| video | Raportează eroare |
| SJ-I-m-B-04851.01 (RAN: 140299.01.03, 141250.01.01)                                           | Așezare                                                                                           | sat Bezded; comuna Gârbou                                        | „La Bolovani”, în hotarul satului | Hallstatt | Încarcă foto \| video | Raportează eroare |
| SJ-I-m-B-04851.02 (RAN: 140299.01.01, 141250.01.02)                                           | Așezare                                                                                           | sat Bezded; comuna Gârbou                                        | „La Bolovani”, în hotarul satului | Epoca bronzului | Încarcă foto \| video | Raportează eroare |
| SJ-I-s-B-04850 (RAN: 141152.01)                                                               | Turn roman                                                                                        | sat Bârsău Mare; comuna Gâlgău                                   | „La Cetățea”, la 1,7 km N de sat | sec. II - III p. Chr., Epoca romană                                                                                       | Încarcă foto \| video | Raportează eroare |
| SJ-I-s-B-04852 (RAN: 140299.01)                                                               | Situl arheologic de la Bobota, punct „Dâmbul Rotund” sau „Rotundul”                               | sat Bobota; comuna Bobota                                        | „Dâmbul Rotund” sau „Rotundul” | | Încarcă foto \| video | Raportează eroare |
| SJ-I-m-B-04852.01                                                                             | Așezare                                                                                           | sat Bobota; comuna Bobota                                        | Dâmbul Rotund sau „Rotundul” | sec. II - III p. Chr. | Încarcă foto \| video | Raportează eroare |
| SJ-I-m-B-04852.02                                                                             | Așezare                                                                                           | sat Bobota; comuna Bobota                                        | Dâmbul Rotund sau „Rotundul” | Epoca bronzului | Încarcă foto \| video | Raportează eroare |
| SJ-I-m-B-04852.03                                                                             | Așezare                                                                                           | sat Bobota; comuna Bobota                                        | Dâmbul Rotund sau „Rotundul”, l | Neolitic | Încarcă foto \| video | Raportează eroare |
| SJ-I-s-B-04853 (RAN: 140333.01)                                                               | Situl arheologic de la Bocșa, punct „La Pietriș”                                                  | sat Bocșa; comuna Bocșa                                          | „La Pietriș” | | Încarcă foto \| video | Raportează eroare |
| SJ-I-m-B-04853.01 (RAN: 140333.01.03)                                                         | Așezare                                                                                           | sat Bocșa; comuna Bocșa                                          | „La Pietriș” 47.28333°N 23.21667°E | Epoca medievală | Încarcă foto \| video | Raportează eroare |
| SJ-I-m-B-04853.02 (RAN: 140333.01.02)                                                         | Așezare                                                                                           | sat Bocșa; comuna Bocșa                                          | „La Pietriș”, pe partea dreapta a șoselei Borla - Bocșa, la 500 m înainte de sat, spre SE 47.28333°N 23.21667°E | sec. II - III p. Chr. | Încarcă foto \| video | Raportează eroare |
| SJ-I-m-B-04853.03 (RAN: 140333.01.01)                                                         | Așezare                                                                                           | sat Bocșa; comuna Bocșa                                          | „La Pietriș”, pe partea dreapta a șoselei Borla - Bocșa, la 500 m înainte de sat, spre SE 47.28333°N 23.21667°E | Neolitic | Încarcă foto \| video | Raportează eroare |
| SJ-I-s-B-04854 (RAN: 140333.03)                                                               | Necropolă tumulară                                                                                | sat Bocșa; comuna Bocșa                                          | „Pâclău”, la cca. 2 km NE de sat | Epoca bronzului | Încarcă foto \| video | Raportează eroare |
| SJ-I-s-B-04855 (RAN: 140333.02)                                                               | Așezare                                                                                           | sat Bocșa; comuna Bocșa                                          | 123, „Dealul Bancului”, în gospodăria nr. 123 și în jurul ei, la 50 m SE de școală | Epoca bronzului, Cultura Wietenberg                                                                                       | Încarcă foto \| video | Raportează eroare |
| SJ-I-s-B-04856 (RAN: 140342.01)                                                               | Așezare                                                                                           | sat Borla; comuna Bocșa                                          | „Kertteteje”, la 200 m de biserica reformată spre vii, între cimitir și pârâul Papfolyoka | Epoca bronzului, grupul Cehăluț                                                                                           | Încarcă foto \| video | Raportează eroare |
| SJ-I-s-B-04857 (RAN: 139955.01)                                                               | Așezare fortificată                                                                               | sat Bozna; comuna Treznea                                        | „La Vraniță”, la 1,5 km NV de sat | Hallstatt | Încarcă foto \| video | Raportează eroare |
| SJ-I-s-A-04858 (RAN: 140707.01)                                                               | Situl arheologic de la Brebi, punct „Dealul Dungii și Roata Dungii”                               | sat Brebi; comuna Creaca                                         | Pe capătul „Dungii”, pe botul unui promontoriu (cota 253 m) | sec. II - III p. Chr. | Încarcă foto \| video | Raportează eroare |
| SJ-I-m-A-04858.01                                                                             | Vallum de piatră (clausura)                                                                       | sat Brebi; comuna Creaca                                         | Pe capătul „Dungii”, pe botul promontoriului (cota 253m) | sec. II - III p. Chr., Epoca romană                                                                                       | Încarcă foto \| video | Raportează eroare |
| SJ-I-m-A-04858.02                                                                             | Burgus roman                                                                                      | sat Brebi; comuna Creaca                                         | Pe capătul „Dungii”, pe botul unui promontoriu (cota 253 m) | sec. II - III p. Chr., Epoca romană                                                                                       | Încarcă foto \| video | Raportează eroare |
| SJ-I-s-A-20249 (RAN: 140707.04)                                                               | Vallum de pământ                                                                                  | sat Brebi; comuna Creaca                                         | „Roata Dungii” | sec. II - III p. Chr. | Încarcă foto \| video | Raportează eroare |
| SJ-I-s-A-04859 (RAN: 140716.01)                                                               | Situl arheologic de la Brusturi, punct „La Ruine”                                                 | sat Brusturi; comuna Creaca                                      | „La Ruine”, în dreapta văii Agrijului, la 400 m SV de ultimele case spre Romita 47.16021°N 23.22427°E | sec. II - III p. Chr. | Încarcă foto \| video | Raportează eroare |
| SJ-I-s-B-04860 (RAN: 140388.01)                                                               | Așezare                                                                                           | sat Buciumi; comuna Buciumi                                      | „Râtul Mare”, la cca. 3,5 km NE de centrul satului | Neolitic, Cultura Criș | Încarcă foto \| video | Raportează eroare |
| SJ-I-s-B-04861 (RAN: 140388.02)                                                               | Așezare                                                                                           | sat Buciumi; comuna Buciumi                                      | „Fundătură”, în Valea Mihăesei, la cca. 2,5 km V de primărie | Neolitic | Încarcă foto \| video | Raportează eroare |
| SJ-I-s-A-04862 (RAN: 140388.03)                                                               | Castru și vicus militar                                                                           | sat Buciumi; comuna Buciumi                                      | „Grădiște”, la 500 m NV de centrul satului 47.0482°N 23.04461°E | sec. II-III p. Chr. | Alte imagini          | Raportează eroare |
| SJ-I-s-B-04863                                                                                | Sistem de supraveghere și apărare a limesului Daciei în sectorul Buciumi                          | sat Buciumi; comuna Buciumi                                      | | sec. II - III p. Chr. | Încarcă foto \| video | Raportează eroare |
| SJ-I-m-B-04863.01 (RAN: 140388.04.01)                                                         | Turn roman                                                                                        | sat Buciumi; comuna Buciumi                                      | „La Poiană”, lângă drumul spre Șeredei, la 500 - 600 m de „Fântâna Marcului” | sec. II - III p. Chr. | Încarcă foto \| video | Raportează eroare |
| SJ-I-s-B-04863.02 (RAN: 140388.05.01)                                                         | Turn roman                                                                                        | sat Buciumi; comuna Buciumi                                      | „Vârful Padina”, la 700 m sub vârful Padina | sec. II - III p. Chr. | Încarcă foto \| video | Raportează eroare |
| SJ-I-s-B-04865 (RAN: 142578.01)                                                               | Situl arheologic de la Bulgari, punct „Izvoare”                                                   | sat Bulgari; comuna Sălățig                                      | „Izvoare” | | Încarcă foto \| video | Raportează eroare |
| SJ-I-m-B-04865.01 (RAN: 142578.01.02)                                                         | Așezare                                                                                           | sat Bulgari; comuna Sălățig                                      | „Izvoare”, la 1 km V de sat | sec. II - IV p. Chr. | Încarcă foto \| video | Raportează eroare |
| SJ-I-m-B-04865.02 (RAN: 142578.01.01)                                                         | Așezare                                                                                           | sat Bulgari; comuna Sălățig                                      | „Izvoare”, la 1 km V de sat | Epoca bronzului, Cultura Suciu de Sus                                                                                     | Încarcă foto \| video | Raportează eroare |
| SJ-I-s-B-04866 (RAN: 140459.01)                                                               | Așezare                                                                                           | sat Camăr; comuna Camăr                                          | „Csonkás”, la 700 - 800 m SE de sat | Neolitic | Încarcă foto \| video | Raportează eroare |
| SJ-I-s-B-04867 (RAN: 141161.01)                                                               | Așezare                                                                                           | sat Căpâlna; comuna Gâlgău                                       | „Podul Delniții”, la cca. 1,5 km E-SE de sat | Epoca bronzului | Încarcă foto \| video | Raportează eroare |
| SJ-I-s-B-04868 (RAN: 141161.02)                                                               | Așezare                                                                                           | sat Căpâlna; comuna Gâlgău                                       | „Izvoarele cele mari”, „Izvoarele cele mici”, la SE de sat, deasupra Cantonului CFR | Epoca bronzului | Încarcă foto \| video | Raportează eroare |
| SJ-I-s-B-04869 (RAN: 140351.01)                                                               | Situl arheologic de la Câmpia, punct „Tablă”                                                      | sat Câmpia; comuna Bocșa                                         | Tablă, în grădina casei nr. 23 | | Încarcă foto \| video | Raportează eroare |
| SJ-I-m-B-04869.01 (RAN: 140351.01.02)                                                         | Așezare                                                                                           | sat Câmpia; comuna Bocșa                                         | Tablă, în grădina casei nr. 23 | Epoca romană | Încarcă foto \| video | Raportează eroare |
| SJ-I-m-B-04869.02 (RAN: 140351.01.01)                                                         | Așezare                                                                                           | sat Câmpia; comuna Bocșa                                         | Tablă, în grădina casei nr. 23 | Neolitic | Încarcă foto \| video | Raportează eroare |
| SJ-I-s-B-04870 (RAN: 140173.01)                                                               | Așezare                                                                                           | sat Chendrea; comuna Bălan                                       | 88 | Neolitic, Cultura Criș | Încarcă foto \| video | Raportează eroare |
| SJ-I-s-B-05036                                                                                | Cetatea Aranyos-Cetatea lui Pintea (ruine)                                                        | sat Cheud; comuna Năpradea                                       | La nord de sat, pe „Dealul Cetate” | sec. XIII-XVI | Încarcă foto \| video | Raportează eroare |
| SJ-I-s-B-04871 (RAN: 140100.01)                                                               | Așezare                                                                                           | sat Ciocmani; comuna Băbeni                                      | la 600 m S de sat, pe malul stâng al Văii Peringărița | sec. IV - VII | Încarcă foto \| video | Raportează eroare |
| SJ-I-s-B-04872 (RAN: 140100.02)                                                               | Așezare                                                                                           | sat Ciocmani; comuna Băbeni                                      | „Dâmbu Luchii”, la 800 m S de sat | Epoca bronzului, Cultura Suciu de Sus                                                                                     | Încarcă foto \| video | Raportează eroare |
| SJ-I-s-B-04873 (RAN: 140100.03)                                                               | Situl arheologic de la Ciocmani, punct „Malul Roșu”                                               | sat Ciocmani; comuna Băbeni                                      | „Malul Roșu” | | Încarcă foto \| video | Raportează eroare |
| SJ-I-m-B-04873.01 (RAN: 140100.03.02)                                                         | Așezare                                                                                           | sat Ciocmani; comuna Băbeni                                      | „Malu Roșu” sau „Ochiuț”, la 500 m N de dealul Mănăstirii, între Turbuța și Ciocmani | Epoca migrațiilor | Încarcă foto \| video | Raportează eroare |
| SJ-I-m-B-04873.02 (RAN: 140100.03.01)                                                         | Așezare                                                                                           | sat Ciocmani; comuna Băbeni                                      | „Malu Roșu” sau „Ochiuț”, la 500 m N de dealul Mănăstirii, între Turbuța și Ciocmani | Preistorie | Încarcă foto \| video | Raportează eroare |
| SJ-I-s-B-04874 (RAN: 140119.01)                                                               | Așezare                                                                                           | sat Cliț; comuna Băbeni                                          | pe pintenul Dealului Grindului, pe malul stâng al Someșului, vis-à- vis de gara Cuciulat | Epoca bronzului, Cultura Suciu de Sus                                                                                     | Încarcă foto \| video | Raportează eroare |
| SJ-I-s-B-04875 (RAN: 140119.02)                                                               | Turn roman                                                                                        | sat Cliț; comuna Băbeni                                          | „Fața Chicerii”, deal la E de centrul satului | sec. II - III p. Chr. | Încarcă foto \| video | Raportează eroare |
| SJ-I-s-B-04876                                                                                | Sistem de supraveghere și apărare a limesului Daciei în sectorul Lozna                            | sat Cormeniș; comuna Lozna                                       | | sec. II - III p. Chr. | Încarcă foto \| video | Raportează eroare |
| SJ-I-m-B-04876.01 (RAN: 141900.01.01)                                                         | Turn roman                                                                                        | sat Cormeniș; comuna Lozna                                       | „Dealul Holoancelor”, la N de sat | sec. II - III p. Chr. | Încarcă foto \| video | Raportează eroare |
| SJ-I-m-B-04876.02                                                                             | Turn roman                                                                                        | sat Cormeniș; comuna Lozna                                       | „Râpa Malului” | sec. II-III p. Chr. | Încarcă foto \| video | Raportează eroare |
| SJ-I-m-B-04876.03                                                                             | Turn roman                                                                                        | sat Cormeniș; comuna Lozna                                       | „Fața Prisecii” | sec. II-III p. Chr. | Încarcă foto \| video | Raportează eroare |
| SJ-I-s-B-04877 (RAN: 141740.01)                                                               | Așezare                                                                                           | sat Cosniciu de Jos; comuna Ip                                   | La sud de sat, pe lunca văii Barcăului | sec. II - III p. Chr., Cultura dacică                                                                                     | Încarcă foto \| video | Raportează eroare |
| SJ-I-s-B-04878 (RAN: 140636.01)                                                               | Așezare                                                                                           | sat Crasna; comuna Crasna                                        | „Dirika”, la 500 m NV de sat | Neolitic, Cultura Tisa | Încarcă foto \| video | Raportează eroare |
| SJ-I-s-B-04879 (RAN: 140636.02)                                                               | Situl arheologic de la Crasna                                                                     | sat Crasna; comuna Crasna                                        | Mortăuța, în punct „Rât” sau „Kistalou” | | Încarcă foto \| video | Raportează eroare |
| SJ-I-m-B-04879.01                                                                             | Necropolă de incinerație                                                                          | sat Crasna; comuna Crasna                                        | Mortăuța, în punct „Rât” sau „Kistalou” | sec. II - III p. Chr. | Încarcă foto \| video | Raportează eroare |
| SJ-I-m-B-04879.02                                                                             | Așezare                                                                                           | sat Crasna; comuna Crasna                                        | Mortăuța, în punct „Rât” sau „Kistalou” | sec. II - III p. Chr. | Încarcă foto \| video | Raportează eroare |
| SJ-I-s-A-04880 (RAN: 140636.03)                                                               | Situl arheologic de la Crasna, punct terasa „Csereoldal”                                          | sat Crasna; comuna Crasna                                        | Terasa „Csereoldal” | | Încarcă foto \| video | Raportează eroare |
| SJ-I-m-B-04880.01                                                                             | Așezare                                                                                           | sat Crasna; comuna Crasna                                        | Terasa „Csereoldal” | sec. II - III p. Chr. | Încarcă foto \| video | Raportează eroare |
| SJ-I-m-A-04880.02 (RAN: 140636.03.01)                                                         | Așezare                                                                                           | sat Crasna; comuna Crasna                                        | Terasa „Csereoldal” | Epoca bronzului | Încarcă foto \| video | Raportează eroare |
| SJ-I-s-B-04881 (RAN: 140832.01)                                                               | Așezare                                                                                           | sat Crișeni; comuna Crișeni                                      | „Măzăriște”, la 200 m N de șoseaua Zalău - Jibou, în dreptul SMA-ului | Neolitic | Încarcă foto \| video | Raportează eroare |
| SJ-I-s-B-04882 (RAN: 139839.01)                                                               | Așezare                                                                                           | sat aparținător Cuceu; oraș Jibou                                | „Cuceu Sec” | Epoca bronzului, Cultura Suciu de Sus                                                                                     | Încarcă foto \| video | Raportează eroare |
| SJ-I-s-B-04883 (RAN: 139839.02)                                                               | Așezare                                                                                           | sat aparținător Cuceu; oraș Jibou                                | „Pe lab”, lângă drumul spre Firminis, sub pădure, spre Dobrin | Epoca bronzului, Cultura Suciu de Sus                                                                                     | Încarcă foto \| video | Raportează eroare |
| SJ-I-s-B-04884 (RAN: 139839.03)                                                               | Așezare                                                                                           | sat aparținător Cuceu; oraș Jibou                                | „Pe lab”, la SE de pădurea Dobrinului și la V de Valea Fânațelor | sec. II - III p. Chr. | Încarcă foto \| video | Raportează eroare |
| SJ-I-s-A-04885 (RAN: 141820.01)                                                               | Peștera cu pictură rupestră                                                                       | sat Cuciulat; comuna Letca                                       | În fosta carieră de exploatare a calcarului, pe partea dreaptă a drumului DN1H, Dej-Jibou, la km 116, înainte de halta CFR Cuciulat cu 150 m | Paleolitic superior | Încarcă foto \| video | Raportează eroare |
| SJ-I-s-B-04886 (RAN: 140306.01)                                                               | Așezare                                                                                           | sat Derșida; comuna Bobota                                       | „Dealul lui Balotă”, în hotarul satului | Epoca bronzului, Cultura Wietenberg                                                                                       | Încarcă foto \| video | Raportează eroare |
| SJ-I-s-B-04887 (RAN: 142033.01)                                                               | Situl arheologic de la Doh, punct „La Izvoare”                                                    | sat Doh; comuna Măeriște                                         | Str. Stremț, „La Izvoare” | | Încarcă foto \| video | Raportează eroare |
| SJ-I-m-B-04887.01 (RAN: 142033.01.02)                                                         | Așezare                                                                                           | sat Doh; comuna Măeriște                                         | Str. Stremț, „La izvoare”, la SV de sat, lacapătul grădinilor | sec. II-III p. Chr. | Încarcă foto \| video | Raportează eroare |
| SJ-I-m-B-04887.02 (RAN: 142033.01.01)                                                         | Așezare                                                                                           | sat Doh; comuna Măeriște                                         | Str. Stremț, „La izvoare”, la SV de sat, lacapătul grădinilor | Epoca bronzului, Cultura grupul cultural Cehăluț                                                                          | Încarcă foto \| video | Raportează eroare |
| SJ-I-s-B-04888 (RAN: 141036.01)                                                               | Așezare                                                                                           | sat Dragu; comuna Dragu                                          | La 4 km de sat, învalea împădurită de sub dealul Lespezi | Neolitic, Cultura Starcèvo - Criș                                                                                         | Încarcă foto \| video | Raportează eroare |
| SJ-I-s-B-04889 (RAN: 141036.02)                                                               | Situl arheologic de la Dragu, punct „La Poduri”                                                   | sat Dragu; comuna Dragu                                          | la 1 km de sat, unde se întâlnește drumul vechi spre Cluj cu drumul nou | | Încarcă foto \| video | Raportează eroare |
| SJ-I-m-B-04889.01                                                                             | Așezare                                                                                           | sat Dragu; comuna Dragu                                          | la 1 km de sat, unde se întâlnește drumul vechi spre Cluj cu drumul nou | sec. VIII - X | Încarcă foto \| video | Raportează eroare |
| SJ-I-m-B-04889.02                                                                             | Așezare                                                                                           | sat Dragu; comuna Dragu                                          | la 1 km de sat, unde se întâlnește drumul vechi spre Cluj cu drumul nou | sec. II - III p. Chr. | Încarcă foto \| video | Raportează eroare |
| SJ-I-m-B-04889.03                                                                             | Așezare                                                                                           | sat Dragu; comuna Dragu                                          | la 1 km de sat, unde se întâlnește drumul vechi spre Cluj cu drumul nou | Epoca bronzului | Încarcă foto \| video | Raportează eroare |
| SJ-I-s-B-04890 (RAN: 141036.03)                                                               | Așezare                                                                                           | sat Dragu; comuna Dragu                                          | „Bulbuc”, la 3 km NV de sat | Neolitic | Încarcă foto \| video | Raportează eroare |
| SJ-I-s-B-04891 (RAN: 141036.04)                                                               | Situl arheologic de la Dragu, punct „Zăpodea de la piatră”                                        | sat Dragu; comuna Dragu                                          | „Zăpodea de la piatră” | | Încarcă foto \| video | Raportează eroare |
| SJ-I-m-B-04891.01                                                                             | Așezare                                                                                           | sat Dragu; comuna Dragu                                          | „Zăpodea de la piatră” | sec. II - III p. Chr. | Încarcă foto \| video | Raportează eroare |
| SJ-I-m-B-04891.02                                                                             | Așezare                                                                                           | sat Dragu; comuna Dragu                                          | „Zăpodea de la piatră” | Neolitic | Încarcă foto \| video | Raportează eroare |
| SJ-I-s-B-04892                                                                                | Sistem de supraveghere și apărare a limesului Daciei în sectorul Fălcușa                          | sat Fălcușa; comuna Poiana Blenchii                              | | Epoca romană | Încarcă foto \| video | Raportează eroare |
| SJ-I-m-B-04892.01 (RAN: 142391.01.01)                                                         | Turn roman                                                                                        | sat Fălcușa; comuna Poiana Blenchii                              | „Muchia Poienii” | sec. II - III p. Chr. | Încarcă foto \| video | Raportează eroare |
| SJ-I-m-B-04892.02 (RAN: 142391.02.01)                                                         | Turn roman                                                                                        | sat Fălcușa; comuna Poiana Blenchii                              | „Țâgla Fălcușuii” | sec. II - III p. Chr. | Încarcă foto \| video | Raportează eroare |
| SJ-I-s-B-04893 (RAN: 142104.01)                                                               | Așezare                                                                                           | sat Fetindia; comuna Meseșenii de Jos                            | „Coasta Ciurzii”, pe pășunea de la N de sat, la 3 - 4 km V de Culmea Meseșului | Latène | Încarcă foto \| video | Raportează eroare |
| SJ-I-s-B-04894                                                                                | Turnuri ale sistemului de supraveghere a limesului Daciei în sectorul Gâlgău                      | sat Gâlgău; comuna Gâlgău                                        | | Epoca romană | Încarcă foto \| video | Raportează eroare |
| SJ-I-m-B-04894.01 (RAN: 141161.03.01)                                                         | Turn roman                                                                                        | sat Gâlgău; comuna Gâlgău                                        | „Casa popii” | sec. II - III p. Chr. | Încarcă foto \| video | Raportează eroare |
| SJ-I-m-B-04894.02 (RAN: 141161.05.01)                                                         | Turn roman                                                                                        | sat Gâlgău; comuna Gâlgău                                        | „Cărămidă” | sec. II - III p. Chr. | Încarcă foto \| video | Raportează eroare |
| SJ-I-m-B-04894.03 (RAN: 141161.06.01)                                                         | Turn roman                                                                                        | sat Gâlgău; comuna Gâlgău                                        | „Homorâșa” | sec. II - III p. Chr. | Încarcă foto \| video | Raportează eroare |
| SJ-I-m-B-04894.04 (RAN: 141161.07.01)                                                         | Turn roman                                                                                        | sat Gâlgău; comuna Gâlgău                                        | „Dealul lui Galoș” | sec. II-III p. Chr. | Încarcă foto \| video | Raportează eroare |
| SJ-I-m-B-04894.05 (RAN: 141161.08.01)                                                         | Turn roman                                                                                        | sat Gâlgău; comuna Gâlgău                                        | „Hotroapă” | sec. II - III p. Chr. | Încarcă foto \| video | Raportează eroare |
| SJ-I-m-B-04894.06 (RAN: 141161.09.01)                                                         | Turn roman                                                                                        | sat Gâlgău; comuna Gâlgău                                        | „Casa Uriașilor” | sec. II - III p. Chr. | Încarcă foto \| video | Raportează eroare |
| SJ-I-s-B-04898 (RAN: 142042.01)                                                               | Așezare                                                                                           | sat Giurtelecu Șimleului; comuna Măeriște                        | „Tărbăcii”, în hotarul satului 47.29666°N 22.79555°E | Epoca bronzului, Cultura Wietenberg                                                                                       | Încarcă foto \| video | Raportează eroare |
| SJ-I-s-B-04899 (RAN: 142042.02)                                                               | Situl arheologic de la Giurtelecu Șimleului, punct „Coasta lui Damian”                            | sat Giurtelecu Șimleului; comuna Măeriște                        | „Coasta lui Damian” | | Încarcă foto \| video | Raportează eroare |
| SJ-I-m-B-04899.01 (RAN: 142042.02.04)                                                         | Așezare                                                                                           | sat Giurtelecu Șimleului; comuna Măeriște                        | „Coasta lui Damian” | sec. X-XI | Încarcă foto \| video | Raportează eroare |
| SJ-I-m-B-04899.02 (RAN: 142042.02.02, 142042.02.03)                                           | Așezare                                                                                           | sat Giurtelecu Șimleului; comuna Măeriște                        | „Coasta lui Damian” | Latène | Încarcă foto \| video | Raportează eroare |
| SJ-I-m-B-04899.03 (RAN: 142042.02.01)                                                         | Așezare                                                                                           | sat Giurtelecu Șimleului; comuna Măeriște                        | „Coasta lui Damian” | Epoca bronzului, Cultura Coțofeni și Wietenberg                                                                           | Încarcă foto \| video | Raportează eroare |
| SJ-I-m-B-04899.04                                                                             | Așezare                                                                                           | sat Giurtelecu Șimleului; comuna Măeriște                        | „Coasta lui Damian” | Neolitic, Cultura Tiszapolgar                                                                                             | Încarcă foto \| video | Raportează eroare |
| SJ-I-s-B-04900 (RAN: 142042.07)                                                               | Așezare                                                                                           | sat Giurtelecu Șimleului; comuna Măeriște                        | „Dâmbu Radului” 47.29666°N 22.79555°E | Neolitic | Încarcă foto \| video | Raportează eroare |
| SJ-I-s-B-04895 (RAN: 141241.01)                                                               | Așezare                                                                                           | sat Gîrbou; comuna Gîrbou                                        | „La Ruini” | Neolitic | Încarcă foto \| video | Raportează eroare |
| SJ-I-s-B-04896 (RAN: 141241.02)                                                               | Așezare                                                                                           | sat Gîrbou; comuna Gîrbou                                        | în spatele casei ing. Vultur | Epoca bronzului | Încarcă foto \| video | Raportează eroare |
| SJ-I-s-B-04897 (RAN: 141241.03)                                                               | Villa rustica                                                                                     | sat Gîrbou; comuna Gîrbou                                        | La cca. 1 km de biserică 47.15972°N 23.41888°E | sec. II - III p. Chr. | Încarcă foto \| video | Raportează eroare |
| SJ-I-s-B-04848 (RAN: 141394.03)                                                               | Așezare                                                                                           | sat Guruslău; comuna Hereclean                                   | La 200 m nord de „Dealul lui Mihai” | Neolitic | Încarcă foto \| video | Raportează eroare |
| SJ-I-m-B-04848.01                                                                             | Așezare                                                                                           | sat Guruslău; comuna Hereclean                                   | La nord-est de sat, pe malul drept al văii Zalăului, de la baza locului numit „Dealul lui Mihai” până la șoseaua spre Guruslău | Neolitic | Încarcă foto \| video | Raportează eroare |
| SJ-I-m-B-04848.02                                                                             | Așezare                                                                                           | sat Guruslău; comuna Hereclean                                   | La nord-est de sat, pe malul drept al văii Zalăului, de la baza locului numit „Dealul lui Mihai” până la șoseaua spre Guruslău | Epoca medievală | Încarcă foto \| video | Raportează eroare |
| SJ-I-s-B-04901 (RAN: 140645.01)                                                               | Așezare                                                                                           | sat Huseni; comuna Crasna                                        | „Într-a grofului”, la SSV de grădina de pomi a fostului CAP | Epoca bronzului, Cultura grupul Cehăluț                                                                                   | Încarcă foto \| video | Raportează eroare |
| SJ-I-s-B-04902                                                                                | Sistem de supraveghere și apărare a limesului Daciei în sectorul Huta                             | sat Huta; comuna Buciumi                                         | | sec. II - III p. Chr. | Încarcă foto \| video | Raportează eroare |
| SJ-I-m-B-04902.01 (RAN: 140413.01.01)                                                         | Turn roman                                                                                        | sat Huta; comuna Buciumi                                         | La cca. 750 m de „Dealul lui Gyuri”, pe o înălțime secundară a Meseșului | sec. II - III p. Chr. | Încarcă foto \| video | Raportează eroare |
| SJ-I-m-B-04902.02 (RAN: 140413.02.01)                                                         | Turn roman                                                                                        | sat Huta; comuna Buciumi                                         | „Salhiger”, la SV de sat | sec. II - III p. Chr. | Încarcă foto \| video | Raportează eroare |
| SJ-I-m-B-04902.03 (RAN: 140413.03.01)                                                         | Turn roman                                                                                        | sat Huta; comuna Buciumi                                         | „Dealu Mare”, la cca. 1,5 km V de capătul de sus al satului, unde terenul coboară spre Prislop | sec. II-III p. Chr. | Încarcă foto \| video | Raportează eroare |
| SJ-I-m-B-04902.04 (RAN: 140413.04.01)                                                         | Turn roman                                                                                        | sat Huta; comuna Buciumi                                         | „Arsură”, la NV de piscul aflat la capătul de jos al satului | sec. II - III p. Chr. | Încarcă foto \| video | Raportează eroare |
| SJ-I-m-B-04902.05 (RAN: 140413.05.01)                                                         | Turn roman                                                                                        | sat Ileanda; comuna Ileanda                                      | „Coama pietrar”, la 600 m NE de sat | sec. II - III p. Chr. | Încarcă foto \| video | Raportează eroare |
| SJ-I-s-B-04903 (RAN: 141599.03)                                                               | Turn roman                                                                                        | sat Ileanda; comuna Ileanda                                      | „La Căsoi” | sec. II - III p. Chr. | Încarcă foto \| video | Raportează eroare |
| SJ-I-s-B-04904 (RAN: 141599.01)                                                               | Așezare                                                                                           | sat Ileanda; comuna Ileanda                                      | 233, Intravilan, în grădina casei nr. 233 | Epoca bronzului, Cultura Suciu de Sus                                                                                     | Încarcă foto \| video | Raportează eroare |
| SJ-I-s-B-04905 (RAN: 141731.01)                                                               | Necropolă                                                                                         | sat Ip; comuna Ip                                                | „Pincedomb”, la cca. 1 km SE de sat | Eneolitic | Încarcă foto \| video | Raportează eroare |
| SJ-I-s-B-04906                                                                                | Necropolă                                                                                         | sat Jac; comuna Creaca                                           | „Ursoieș” | sec. II - IV p. Chr. | Încarcă foto \| video | Raportează eroare |
| SJ-I-s-B-04907 (RAN: 140734.07)                                                               | Biserică rupestră                                                                                 | sat Jac; comuna Creaca                                           | „Peștera Monului”, la 1 km N de sat | sec. XII - XIV | Încarcă foto \| video | Raportează eroare |
| SJ-I-s-A-04908                                                                                | Situl arheologic de la Jac, punct „Pe cămin”                                                      | sat Jac; comuna Creaca                                           | „Pe cămin” | | Încarcă foto \| video | Raportează eroare |
| SJ-I-m-A-04908.01                                                                             | Chilii                                                                                            | sat Jac; comuna Creaca                                           | „Pe cămin”, la ESE de complexul arheologic Porolissum, pe partea stângă a Văii Pometului, la cca. 300 m deasupra satului Jac | sec. XI, Epoca medievală timpurie                                                                                         | Încarcă foto \| video | Raportează eroare |
| SJ-I-m-B-04908.02 (RAN: 140734.03.03)                                                         | Carieră de gresie                                                                                 | sat Jac; comuna Creaca                                           | „Pe cămin”, la ESE de complexul arheologic Porolissum, pe partea stângă a Văii Pometului, la cca. 300 m deasupra satului Jac | sec. II - III p. Chr. | Încarcă foto \| video | Raportează eroare |
| SJ-I-m-A-04908.03                                                                             | Cetate de pământ                                                                                  | sat Jac; comuna Creaca                                           | „Pe cămin”, la ESE de complexul arheologic Porolissum, pe partea stângă a Văii Pometului, la cca. 300 m deasupra satului Jac | Hallstatt | Încarcă foto \| video | Raportează eroare |
| SJ-I-m-A-04909.01 (RAN: 140734.08.01)                                                         | Castrul roman Porolissum                                                                          | sat Jac; comuna Creaca                                           | „Pomet” 47.17992°N 23.15681°E | sec. II - IV p. Chr., Epoca romană                                                                                        | Alte imagini          | Raportează eroare |
| SJ-I-m-A-04909.02 (RAN: 140734.02.01, 140734.02.02, 140734.02.03, 140734.02.04, 140734.02.05) | Amfiteatru roman                                                                                  | sat Jac; comuna Creaca                                           | „Pomet” | sec. II - IV p. Chr., Epoca romană                                                                                        | Alte imagini          | Raportează eroare |
| SJ-I-m-A-04909.03 (RAN: 142159.01.01)                                                         | Orașul roman Porolissum                                                                           | sat Jac; comuna Creaca                                           | „Pomet” 47.18056°N 23.22361°E | sec. II - IV p. Chr., Epoca romană                                                                                        |                       | Raportează eroare |
| SJ-I-m-A-04909.14 (RAN: 140734.11.01, 140734.11.02)                                           | Val și turn de observație al sistemului de apărare roman                                          | sat Jac; comuna Creaca                                           | „Citera” | sec. II - III p. Chr., Epoca romană                                                                                       | Încarcă foto \| video | Raportează eroare |
| SJ-I-m-B-04909.17                                                                             | Castru                                                                                            | sat Jac; comuna Creaca                                           | „Dealul Citera” | sec. II - III p. Chr. | Încarcă foto \| video | Raportează eroare |
| SJ-I-m-A-04909.18                                                                             | Fortificație                                                                                      | sat Jac; comuna Creaca                                           | „Citera” | sec. I.a. Chr., Latene | Încarcă foto \| video | Raportează eroare |
| SJ-I-s-A-04909 (RAN: 142159.01)                                                               | Ansamblul arheologic Porolissum                                                                   | sat Jac (comuna Creaca) și sat Moigrad-Porolissum; comuna Mirșid | „Pomet” 47.18056°N 23.22361°E | sec. II - IV p. Chr. | Alte imagini          | Raportează eroare |
| SJ-I-s-B-04910 (RAN: 139820.01)                                                               | Așezare                                                                                           | oraș Jibou                                                       | „Tulso nagyárok” | Epoca bronzului, Cultura Suciu de Sus                                                                                     | Încarcă foto \| video | Raportează eroare |
| SJ-I-s-B-04911                                                                                | Sistem de supraveghere și apărare a limesului Daciei în sectorul Jibou                            | oraș Jibou                                                       | | sec. II - III p. Chr. | Încarcă foto \| video | Raportează eroare |
| SJ-I-m-B-04911.01 (RAN: 139820.02.01)                                                         | Turn roman                                                                                        | oraș Jibou                                                       | „Dealul Dumbrava”, la NV de satul Creaca | sec. II-III p. Chr. | Încarcă foto \| video | Raportează eroare |
| SJ-I-m-B-04911.02 (RAN: 139820.03.01)                                                         | Turn roman                                                                                        | oraș Jibou                                                       | „Vârful Cigleanului”, la V de satul Ciglean | sec. II - III p. Chr. | Încarcă foto \| video | Raportează eroare |
| SJ-I-s-B-04912 (RAN: 141839.01)                                                               | Situl arheologic de la Lemniu, punct „Știubei”                                                    | sat Lemniu; comuna Letca                                         | „Știubei” | | Încarcă foto \| video | Raportează eroare |
| SJ-I-m-B-04912.01 (RAN: 141839.01.02)                                                         | Așezare                                                                                           | sat Lemniu; comuna Letca                                         | „Știubei”, la hotarul satului, la 2,2 km de biserică | Epoca medievală | Încarcă foto \| video | Raportează eroare |
| SJ-I-m-B-04912.02 (RAN: 141839.01.01)                                                         | Așezare                                                                                           | sat Lemniu; comuna Letca                                         | „Știubei”, la hotarul satului, la 2,2 km de biserică | Preistorie | Încarcă foto \| video | Raportează eroare |
| SJ-I-s-B-04913 (RAN: 141795.01)                                                               | Așezare                                                                                           | sat Letca; comuna Letca                                          | Lângă DN I H, în dreptul bornei kilometrice 118 + 6 | Epoca bronzului, Cultura Suciu de Sus                                                                                     | Încarcă foto \| video | Raportează eroare |
| SJ-I-s-B-04914 (RAN: 142916.01)                                                               | Situl arheologic de la Lompirt, punct „Nove” sau „Kõvicses”                                       | sat Lompirt; comuna Sărmășag                                     | „Nove” sau „Kõvicses”, la intrarea în sat dinspre Sărmașag, de o parte și de alta a drumului, în spatele CAP și vis-à-vis | | Încarcă foto \| video | Raportează eroare |
| SJ-I-m-B-04914.01                                                                             | Așezare                                                                                           | sat Lompirt; comuna Sărmășag                                     | „Nove” sau „Kõvicses”, la intrarea în sat dinspre Sărmașag, de o parte și de alta a drumului, în spatele CAP și vis-à-vis | Latène | Încarcă foto \| video | Raportează eroare |
| SJ-I-m-B-04914.02                                                                             | Așezare                                                                                           | sat Lompirt; comuna Sărmășag                                     | „Nove” sau „Kõvicses”, la intrarea în sat dinspre Sărmașag, de o parte și de alta a drumului, în spatele CAP și vis-à-vis | Epoca bronzului, Cultura Wietenberg                                                                                       | Încarcă foto \| video | Raportează eroare |
| SJ-I-s-B-04915 (RAN: 142916.02)                                                               | Situl arheologic de la Lompirt, punct „Kertek alja”                                               | sat Lompirt; comuna Sărmășag                                     | „Kertek alja” | | Încarcă foto \| video | Raportează eroare |
| SJ-I-m-B-04915.01 (RAN: 142916.02.01)                                                         | Așezare                                                                                           | sat Lompirt; comuna Sărmășag                                     | „Kertek alja”, la 400 m de ultimele case de pe str. Nova, pe stânga drumului | sec. II - III p. Chr. | Încarcă foto \| video | Raportează eroare |
| SJ-I-m-B-04915.02 (RAN: 142916.02.02)                                                         | Așezare                                                                                           | sat Lompirt; comuna Sărmășag                                     | „Kertek alja”, la 400 m de ultimele case de pe str. Nova, pe stânga drumului | Latène | Încarcă foto \| video | Raportează eroare |
| SJ-I-s-B-04916 (RAN: 141893.01)                                                               | Turn roman                                                                                        | sat Lozna; comuna Lozna                                          | „Curmăturița”, pe șoseaua de deal ce leagă „Stanu Cornetului” cu „Cetățeaua” | sec. II - III p. Chr. | Încarcă foto \| video | Raportează eroare |
| SJ-I-s-A-04917 (RAN: 141955.02)                                                               | Situl arheologic de la Marca, punct „Cetate”                                                      | sat Marca; comuna Marca                                          | „Cetate” 47.21083°N 22.55523°E | | Încarcă foto \| video | Raportează eroare |
| SJ-I-m-A-04917.01                                                                             | Așezare fortificată                                                                               | sat Marca; comuna Marca                                          | „Cetate” | sec. X – XI, Epoca medievală timpurie                                                                                     | Încarcă foto \| video | Raportează eroare |
| SJ-I-m-A-04917.02                                                                             | Așezare fortificată                                                                               | sat Marca; comuna Marca                                          | „Cetate”, la 2 km V de sat, pe dealul din stânga Barcăului | Latene | Încarcă foto \| video | Raportează eroare |
| SJ-I-s-B-04918 (RAN: 142113.01)                                                               | Situl arheologic de la Meseșenii de Sus, punct „Osoiul Măcăului”                                  | sat Meseșenii de Sus; comuna Meseșenii de Jos                    | „Osoiul Măcăului” | | Încarcă foto \| video | Raportează eroare |
| SJ-I-m-B-04918.01 (RAN: 142113.01.04)                                                         | Așezare fortificată                                                                               | sat Meseșenii de Sus; comuna Meseșenii de Jos                    | „Osoiul Măcăului” | Latène | Încarcă foto \| video | Raportează eroare |
| SJ-I-m-B-04918.02 (RAN: 142113.01.01, 142113.01.02)                                           | Așezare                                                                                           | sat Meseșenii de Sus; comuna Meseșenii de Jos                    | „Osoiul Măcăului” | Epoca bronzului, Cultura Coțofeni, Wietenberg                                                                             | Încarcă foto \| video | Raportează eroare |
| SJ-I-s-B-04919                                                                                | Sistem de supraveghere și apărare a limesului Daciei în sectorul Meseșenii de Sus                 | sat Meseșenii de Sus; comuna Meseșenii de Jos                    | „Groapa Mare”, „Sub groapa muierii”, „Coasta Lată”, Osoiul Ciontului" | sec. II - III p. Chr. | Încarcă foto \| video | Raportează eroare |
| SJ-I-m-B-04919.01 (RAN: 142113.02.01)                                                         | Turn roman                                                                                        | sat Meseșenii de Sus; comuna Meseșenii de Jos                    | „Groapa Mare”, situat între vîrfurile „Padina” la S și „Coasta lată” la N, lângă cărarea ce duce la „Fântâna Oilor” | sec. II-III p. Chr. | Încarcă foto \| video | Raportează eroare |
| SJ-I-m-B-04919.02 (RAN: 142113.03.01)                                                         | Turn roman                                                                                        | sat Meseșenii de Sus; comuna Meseșenii de Jos                    | „Sub groapa muierii”, lângă băile din sat | sec. II - III p. Chr. | Încarcă foto \| video | Raportează eroare |
| SJ-I-m-B-04919.04 (RAN: 142113.05.01)                                                         | Turn roman                                                                                        | sat Meseșenii de Sus; comuna Meseșenii de Jos                    | „Osoiul Ciontului”, la 300 m de punctul geodezic din Vf. Osoiul (870 m) | sec. II - III p. Chr. | Încarcă foto \| video | Raportează eroare |
| SJ-I-m-B-04972.02 (RAN: 139973.02.01)                                                         | Turn roman                                                                                        | sat Meseșenii de Sus; comuna Meseșenii de Jos                    | „Vârful Ciungii” | sec. II - III p. Chr. | Încarcă foto \| video | Raportează eroare |
| SJ-I-m-B-04920.01 (RAN: 142131.01.01, 142131.01.02, 142131.01.03)                             | Zid din piatră al sistemului de apărare roman, cu turnuri de observație și turn de poartă         | sat Mirșid; comuna Mirșid                                        | „Făgiște”, în dreapta șoselei Zalău – Jibou, la locul „Făgiște” | sec. II - III p. Chr. | Încarcă foto \| video | Raportează eroare |
| SJ-I-s-B-04920 (RAN: 142131.01)                                                               | Situl arheologic de la Mirșid, punct „Pe Luncă”, „Fântâna Albă” și „Făgiște”                      | sat Mirșid; comuna Mirșid                                        | „Fântâna Albă”, în dreapta șoselei Zalău - Jibou, la locul „Pe Luncă” | | Încarcă foto \| video | Raportează eroare |
| SJ-I-m-B-04920.02 (RAN: 142131.01.04)                                                         | Așezare                                                                                           | sat Mirșid; comuna Mirșid                                        | „Fântâna Albă”, în dreapta șoselei Zalău – Jibou, la locul "Pe Lunca | Latène | Încarcă foto \| video | Raportează eroare |
| SJ-I-m-B-04843.15                                                                             | Vallum de piatră (clausura)                                                                       | sat Moigrad; comuna Mirșid                                       | „Dealul Măgurița-Valea Ortelecului” și „Dealul Corniste-Dealul Măgurița” | sec. II - III p. Chr. | Încarcă foto \| video | Raportează eroare |
| SJ-I-m-B-04909.15                                                                             | Val și turn de observație al sistemului de apărare roman                                          | sat Moigrad; comuna Mirșid                                       | „Dealul Fericii” | sec. II - III p. Chr. | Încarcă foto \| video | Raportează eroare |
| SJ-I-m-B-04909.16                                                                             | Turn de observație al sistemului de apărare roman                                                 | sat Moigrad; comuna Mirșid                                       | „La Poiana” | sec. II - III p. Chr. | Încarcă foto \| video | Raportează eroare |
| SJ-I-m-A-04909.04 (RAN: 140734.09.01)                                                         | Templul lui Liber Pater, ulterior basilică paleocreștină                                          | sat Moigrad-Porolissum; comuna Mirșid                            | „Pomet” | sec. II - IV, Epoca romană                                                                                                | Alte imagini          | Raportează eroare |
| SJ-I-m-A-04909.05 (RAN: 140734.10.01)                                                         | Complex de cult dedicat lui Jupiter Dolichenus                                                    | sat Moigrad-Porolissum; comuna Mirșid                            | „Pomet” | sec. II - IV, Epoca romană                                                                                                | Alte imagini          | Raportează eroare |
| SJ-I-m-B-04909.06                                                                             | Locuința romană                                                                                   | sat Moigrad-Porolissum; comuna Mirșid                            | „Pomet” | sec. II - IV p. Chr. | Încarcă foto \| video | Raportează eroare |
| SJ-I-m-B-04909.08                                                                             | Locuința romană                                                                                   | sat Moigrad-Porolissum; comuna Mirșid                            | „Pomet” | sec. II - IV p. Chr. | Încarcă foto \| video | Raportează eroare |
| SJ-I-m-B-04909.09                                                                             | Locuința romană                                                                                   | sat Moigrad-Porolissum; comuna Mirșid                            | „Pomet” | sec. II - IV p. Chr. | Încarcă foto \| video | Raportează eroare |
| SJ-I-m-A-04909.10 (RAN: 142159.01.02)                                                         | Complex arhitectural                                                                              | sat Moigrad-Porolissum; comuna Mirșid                            | „Pomet” 47.18056°N 23.22361°E | sec. II - IV p. Chr., Epoca romană                                                                                        | Încarcă foto \| video | Raportează eroare |
| SJ-I-m-A-04909.11 (RAN: 142159.01.03)                                                         | Complex arhitectural                                                                              | sat Moigrad-Porolissum; comuna Mirșid                            | „Pomet” 47.18056°N 23.22361°E | sec. II - IV p. Chr., Epoca romană                                                                                        | Încarcă foto \| video | Raportează eroare |
| SJ-I-m-A-04909.12 (RAN: 142159.01.04)                                                         | Vama romană                                                                                       | sat Moigrad-Porolissum; comuna Mirșid                            | „La Poiana” 47.18056°N 23.22361°E | sec. II - III p. Chr., Epoca romană                                                                                       | Încarcă foto \| video | Raportează eroare |
| SJ-I-m-A-04909.13 (RAN: 142159.01.05)                                                         | Drum roman                                                                                        | sat Moigrad-Porolissum; comuna Mirșid                            | „Pomet” 47.18056°N 23.22361°E | sec. II - IV p. Chr., Epoca romană                                                                                        |                       | Raportează eroare |
| SJ-I-s-A-04921 (RAN: 142159.03)                                                               | Situl arheologic de la Moigrad-Porolissum, punct „Dealul Măgura”                                  | sat Moigrad-Porolissum; comuna Mirșid                            | „Dealul Măgura”, la SE de sat 47.18056°N 23.22361°E | | Încarcă foto \| video | Raportează eroare |
| SJ-I-m-A-04921.01 (RAN: 142159.03.02)                                                         | Fortificație                                                                                      | sat Moigrad-Porolissum; comuna Mirșid                            | „Dealul Măgura” 47.18056°N 23.22361°E | sec. XI – XIV, Epoca medievală                                                                                            | Încarcă foto \| video | Raportează eroare |
| SJ-I-m-B-04921.02                                                                             | Fortificație                                                                                      | sat Moigrad-Porolissum; comuna Mirșid                            | „Dealul Măgura” | sec. II-III p. Chr. | Încarcă foto \| video | Raportează eroare |
| SJ-I-m-A-04921.03 (RAN: 142159.03.01)                                                         | Așezare fortificată                                                                               | sat Moigrad-Porolissum; comuna Mirșid                            | „Dealul Măgura” 47.18056°N 23.22361°E | Latène | Încarcă foto \| video | Raportează eroare |
| SJ-I-m-A-04921.04 (RAN: 142159.03.04)                                                         | Zonă sacră                                                                                        | sat Moigrad-Porolissum; comuna Mirșid                            | „Dealul Măgura” 47.18056°N 23.22361°E | Latène | Încarcă foto \| video | Raportează eroare |
| SJ-I-m-B-04921.05                                                                             | Așezare                                                                                           | sat Moigrad-Porolissum; comuna Mirșid                            | „Dealul Măgura” | Epoca bronzului, Cultura Coțofeni și Wietenberg                                                                           | Încarcă foto \| video | Raportează eroare |
| SJ-I-m-B-04921.06                                                                             | Așezare                                                                                           | sat Moigrad-Porolissum; comuna Mirșid                            | „Dealul Măgura” | Neolitic | Încarcă foto \| video | Raportează eroare |
| SJ-I-s-B-04922 (RAN: 140798.01)                                                               | Așezare                                                                                           | sat Muncel; comuna Cristolț                                      | 60, în grădina casei cu nr. 60 | Epoca bronzului, Cultura grupul Lăpuș                                                                                     | Încarcă foto \| video | Raportează eroare |
| SJ-I-s-B-04923 (RAN: 140994.01)                                                               | Situl arheologic de la Naimon, punct „Balvanyos”                                                  | sat Naimon; comuna Dobrin                                        | „Balvanyos” | | Încarcă foto \| video | Raportează eroare |
| SJ-I-m-B-04923.01 (RAN: 140994.01.01)                                                         | Așezare                                                                                           | sat Naimon; comuna Dobrin                                        | „Balvanyos”, la 800 m NNE de sat | Neolitic | Încarcă foto \| video | Raportează eroare |
| SJ-I-m-B-04923.02 (RAN: 140994.01.02)                                                         | Așezare                                                                                           | sat Naimon; comuna Dobrin                                        | „Balvanyos”, la 800 m NNE de sat | Hallstatt | Încarcă foto \| video | Raportează eroare |
| SJ-I-s-B-04924 (RAN: 141660.01)                                                               | Așezare                                                                                           | sat Negreni; comuna Ileanda                                      | „Șesul Mic”, la cca. 800 m E de biserică | Epoca bronzului | Încarcă foto \| video | Raportează eroare |
| SJ-I-s-B-04925 (RAN: 141660.02)                                                               | Așezare                                                                                           | sat Negreni; comuna Ileanda                                      | „Arie”, la cca. 400 m E de biserică și la piciorul acestui promontoriu, spre Rogna | Preistorie | Încarcă foto \| video | Raportează eroare |
| SJ-I-s-B-04926 (RAN: 141660.03)                                                               | Turn roman                                                                                        | sat Negreni; comuna Ileanda                                      | „Poiana în arbore”, la 1800 m SE de biserică și la 300 m de liziera pădurii | sec. II - III p. Chr. | Încarcă foto \| video | Raportează eroare |
| SJ-I-s-B-04927 (RAN: 141660.04)                                                               | Turn roman                                                                                        | sat Negreni; comuna Ileanda                                      | „Podireu”, pe marginea de NV a terasei, la N de drumul județean | sec. II - III p. Chr. | Încarcă foto \| video | Raportează eroare |
| SJ-I-s-A-04928 (RAN: 142248.01)                                                               | Așezare                                                                                           | sat Nușfalău; comuna Nușfalău                                    | „Țigoiul lui Benedek”, la cca. 2 - 3 km NNV de centrul satului | sec. VIII - IX | Încarcă foto \| video | Raportează eroare |
| SJ-I-s-A-04929 (RAN: 142248.02)                                                               | Necropolă tumulară                                                                                | sat Nușfalău; comuna Nușfalău                                    | „La Vulpiște”, la 3 km SV de sat, la confluența râurilor Racâș și Barcău | sec. VIII - IX, Epoca medievală timpurie                                                                                  | Încarcă foto \| video | Raportează eroare |
| SJ-I-s-B-04930 (RAN: 141438.01)                                                               | Așezare                                                                                           | sat Panic; comuna Hereclean                                      | Între Zalău și Panic, în direcția nord-vest, în punctul numit „Pepenărie” și Urojkert | Neolitic, Cultura Tisa | Încarcă foto \| video | Raportează eroare |
| SJ-I-s-B-04931 (RAN: 141438.02)                                                               | Situl arheologic de la Panic, punct „I.S.C.I. P”                                                  | sat Panic; comuna Hereclean                                      | „ISCIP”, la 100 m NNE de intersecția șoselei Zalău - Hereclean cu drumul spre Panic | | Încarcă foto \| video | Raportează eroare |
| SJ-I-m-B-04931.01 (RAN: 141438.02.02)                                                         | Așezare                                                                                           | sat Panic; comuna Hereclean                                      | „ISCIP”, ", la 100 m NNE de intersecția șoselei Zalău – Hereclean cu drumul spre Panic | sec. VI, Epoca migrațiilor                                                                                                | Încarcă foto \| video | Raportează eroare |
| SJ-I-m-B-04931.02 (RAN: 141438.02.01)                                                         | Așezare                                                                                           | sat Panic; comuna Hereclean                                      | „ISCIP”, ", la 100 m NNE de intersecția șoselei Zalău – Hereclean cu drumul spre Panic | sec. II - III p. Chr. | Încarcă foto \| video | Raportează eroare |
| SJ-I-m-B-04931.03 (RAN: 141438.02.04)                                                         | Așezare                                                                                           | sat Panic; comuna Hereclean                                      | „ISCIP”, ", la 100 m NNE de intersecția șoselei Zalău – Hereclean cu drumul spre Panic | sec. III - II a. Chr., Latène                                                                                             | Încarcă foto \| video | Raportează eroare |
| SJ-I-m-B-04931.04 (RAN: 141438.02.03)                                                         | Așezare                                                                                           | sat Panic; comuna Hereclean                                      | „ISCIP”, la 100 m NNE de intersecția șoselei Zalău - Hereclean cu drumul spre Panic | Preistorie | Încarcă foto \| video | Raportează eroare |
| SJ-I-s-B-04932 (RAN: 142293.01)                                                               | Situl arheologic de la Pericei, punct „Keller tag”                                                | sat Pericei; comuna Pericei                                      | „Keller tag”, la stânga șoselei Vârșolț -Șimleu, vis-a-vis de stația SMA | | Încarcă foto \| video | Raportează eroare |
| SJ-I-m-B-04932.01 (RAN: 142293.01.04)                                                         | Așezare                                                                                           | sat Pericei; comuna Pericei                                      | „Keller tag” | Epoca medievală timpurie                                                                                                  | Încarcă foto \| video | Raportează eroare |
| SJ-I-m-B-04932.02 (RAN: 142293.01.03)                                                         | Așezare                                                                                           | sat Pericei; comuna Pericei                                      | „Keller tag”, la stânga șoselei Vârșolț - Șimleu, vis-a-vis de stația SMA | sec. I p. Chr., Latène, Cultura grupul Cehăluț                                                                            | Încarcă foto \| video | Raportează eroare |
| SJ-I-m-B-04932.03 (RAN: 142293.01.02)                                                         | Așezare                                                                                           | sat Pericei; comuna Pericei                                      | „Keller tag”, la stânga șoselei Vârșolț - Șimleu, vis-a-vis de stația SMA | Epoca bronzului | Încarcă foto \| video | Raportează eroare |
| SJ-I-m-B-04932.04 (RAN: 142293.01.01)                                                         | Așezare                                                                                           | sat Pericei; comuna Pericei                                      | „Keller tag”, la stânga șoselei Vârșolț - Șimleu, vis-a-vis de stația SMA | Neolitic | Încarcă foto \| video | Raportează eroare |
| SJ-I-s-B-04933 (RAN: 142293.02)                                                               | Așezare                                                                                           | sat Pericei; comuna Pericei                                      | „Szilvakerek”, la cca. 1 km E de sat 47.25°N 22.53333°E | Epoca bronzului, Cultura grupul Cehăluț                                                                                   | Încarcă foto \| video | Raportează eroare |
| SJ-I-s-A-04934 (RAN: 141679.01)                                                               | Așezare                                                                                           | sat Perii Vadului; comuna Ileanda                                | Pe terasa înaltă situată deasupra unei vechi cariere de calcar, mărginită la est de Valea Seacă sau Secătura și la sud de drumul național DN1C, în apropierea Km. 105 | Paleolitic superior | Încarcă foto \| video | Raportează eroare |
| SJ-I-s-B-04935 (RAN: 141688.01)                                                               | Așezare                                                                                           | sat Podișu; comuna Ileanda                                       | „Pe Inaț”, la capătul de N al satului, pe platoul de deasupra Someșului | Epoca bronzului, Cultura Suciu de Sus                                                                                     | Încarcă foto \| video | Raportează eroare |
| SJ-I-s-B-04936 (RAN: 141688.02)                                                               | Așezare                                                                                           | sat Podișu; comuna Ileanda                                       | „La Lab”, la V de drumul Podișu - Buzaș | Epoca bronzului, Cultura Suciu de Sus                                                                                     | Încarcă foto \| video | Raportează eroare |
| SJ-I-s-B-04937 (RAN: 141688.03)                                                               | Situl arheologic de la Podișu, punct „Glijeni”                                                    | sat Podișu; comuna Ileanda                                       | 70, 71, 72,73,74,75, 80,80-1 | sec. II - III p. Chr. | Încarcă foto \| video | Raportează eroare |
| SJ-I-m-B-04938                                                                                | Sistem de supraveghere și apărare a limesului Daciei în sectorul Preluci                          | sat Preluci; comuna Lozna                                        | | sec. II - III p. Chr. | Încarcă foto \| video | Raportează eroare |
| SJ-I-m-B-04938.01 (RAN: 141919.01.01)                                                         | Turn roman                                                                                        | sat Preluci; comuna Lozna                                        | „Holm”, la V de biserica satului | sec. II - III p. Chr. | Încarcă foto \| video | Raportează eroare |
| SJ-I-m-B-04938.02 (RAN: 141919.02.01)                                                         | Turn roman                                                                                        | sat Preluci; comuna Lozna                                        | „Locul Hornicilor”, la V de biserică, la 50 m de locul „Holm” | sec. II - III p. Chr. | Încarcă foto \| video | Raportează eroare |
| SJ-I-s-B-04940 (RAN: 142989.01)                                                               | Așezare                                                                                           | sat Preoteasa; comuna Valcău de Jos                              | „Pietre”, la cca. 1 km S de școala | Neolitic, Cultura Tisa | Încarcă foto \| video | Raportează eroare |
| SJ-I-s-B-04941 (RAN: 140422.01)                                                               | Situl arheologic de la Răstolț, punct „Capul Dealului”                                            | sat Răstolț; comuna Buciumi                                      | „Capul Dealului”, la 500 m E de sat | | Încarcă foto \| video | Raportează eroare |
| SJ-I-m-B-04941.01 (RAN: 140422.01.01)                                                         | Așezare                                                                                           | sat Răstolț; comuna Buciumi                                      | „Capul Dealului”, la 500 m E de sat | Neolitic, Cultura Tiszapolgár                                                                                             | Încarcă foto \| video | Raportează eroare |
| SJ-I-m-B-04941.02 (RAN: 140422.01.02)                                                         | Așezare                                                                                           | sat Răstolț; comuna Buciumi                                      | „Capul Dealului”, la 500 m E de sat | Eneolitic, Cultura Tisa                                                                                                   | Încarcă foto \| video | Raportează eroare |
| SJ-I-s-B-04942 (RAN: 140422.02)                                                               | Așezare                                                                                           | sat Răstolț; comuna Buciumi                                      | „Cioroi”, la 1,5-2 km de sat, pe o terasă joasă | Neolitic, Cultura Tisa | Încarcă foto \| video | Raportează eroare |
| SJ-I-s-B-04943 (RAN: 140422.03)                                                               | Așezare                                                                                           | sat Răstolț; comuna Buciumi                                      | „Șugăreasa”, la 1,5 km NE de sat | Neolitic, Cultura Tisa | Încarcă foto \| video | Raportează eroare |
| SJ-I-s-B-04944 (RAN: 140422.04)                                                               | Așezare                                                                                           | sat Răstolț; comuna Buciumi                                      | „Calea Oilor”, „Plopi”, la 400 m E de sat | Eneolitic, Cultura Tiszapolgar                                                                                            | Încarcă foto \| video | Raportează eroare |
| SJ-I-s-B-04945 (RAN: 139964.01)                                                               | Situl arheologic de la Răstolțu Deșert, punct „Pusta”                                             | sat Răstolțu Deșert; comuna Agrij                                | „Pusta” | | Încarcă foto \| video | Raportează eroare |
| SJ-I-m-B-04945.01 (RAN: 139964.01.01)                                                         | Așezare                                                                                           | sat Răstolțu Deșert; comuna Agrij                                | „Pusta”, la 2 km E de sat | Eneolitic, Cultura Tiszapolgar                                                                                            | Încarcă foto \| video | Raportează eroare |
| SJ-I-m-B-04945.02 (RAN: 139964.01.02)                                                         | Așezare                                                                                           | sat Răstolțu Deșert; comuna Agrij                                | „Pusta”, la 2 km E de sat | Neolitic, Cultura Tiszapolgár                                                                                             | Încarcă foto \| video | Raportează eroare |
| SJ-I-s-B-04946 (RAN: 143049.01)                                                               | Situl arheologic de la Recea, punct „Școala nouă”                                                 | sat Recea; comuna Vârșolț                                        | În spatele școlii noi | | Încarcă foto \| video | Raportează eroare |
| SJ-I-m-B-04946.01 (RAN: 143049.01.02)                                                         | Așezare                                                                                           | sat Recea; comuna Vârșolț                                        | În spatele școlii noi | sec. XIV - XVI, Epoca medievală                                                                                           | Încarcă foto \| video | Raportează eroare |
| SJ-I-m-B-04946.02 (RAN: 143049.01.01)                                                         | Așezare                                                                                           | sat Recea; comuna Vârșolț                                        | În spatele școlii noi | Epoca bronzului, grupul cultural Cehăluț                                                                                  | Încarcă foto \| video | Raportează eroare |
| SJ-I-s-B-04947 (RAN: 141704.01)                                                               | Situl arheologic de la Rogna, punct „Bulbuc”                                                      | sat Rogna; comuna Ileanda                                        | „Bulbuc” | | Încarcă foto \| video | Raportează eroare |
| SJ-I-m-B-04947.01                                                                             | Așezare                                                                                           | sat Rogna; comuna Ileanda                                        | „Bulbuc” | sec. II - III p. Chr. | Încarcă foto \| video | Raportează eroare |
| SJ-I-m-B-04947.02 (RAN: 141704.01.01, 141704.01.04)                                           | Așezare                                                                                           | sat Rogna; comuna Ileanda                                        | „Bulbuc” | Epoca bronzului, Cultura Suciu de Sus                                                                                     | Încarcă foto \| video | Raportează eroare |
| SJ-I-s-B-04948 (RAN: 141704.02)                                                               | Așezare                                                                                           | sat Rogna; comuna Ileanda                                        | „La Pastauă”, la SE de sat | Epoca bronzului | Încarcă foto \| video | Raportează eroare |
| SJ-I-s-B-04949 (RAN: 141704.03)                                                               | Situl arheologic de la Rogna, punct „Poduri”                                                      | sat Rogna; comuna Ileanda                                        | „Poduri”, la 200 m E de biserică | | Încarcă foto \| video | Raportează eroare |
| SJ-I-m-B-04949.01 (RAN: 141704.03.02)                                                         | Așezare                                                                                           | sat Rogna; comuna Ileanda                                        | „Poduri”, la 200 m E de biserică | Epoca migrațiilor | Încarcă foto \| video | Raportează eroare |
| SJ-I-m-B-04949.02 (RAN: 141704.03.01)                                                         | Așezare                                                                                           | sat Rogna; comuna Ileanda                                        | „Poduri”, la 200 m E de biserică | Preistorie | Încarcă foto \| video | Raportează eroare |
| SJ-I-s-B-04950 (RAN: 141704.05)                                                               | Așezare                                                                                           | sat Rogna; comuna Ileanda                                        | „Coasta lui Nicolae”, la V de capătulsatului, spre Negreni | Epoca bronzului, Cultura Suciu de Sus                                                                                     | Încarcă foto \| video | Raportează eroare |
| SJ-I-s-B-04951 (RAN: 141704.06)                                                               | Turn roman                                                                                        | sat Rogna; comuna Ileanda                                        | „La Bontauă”, la 1,2 km NNV de biserică, pe promontoriul din stânga Someșului | sec. II - III p. Chr. | Încarcă foto \| video | Raportează eroare |
| SJ-I-s-B-04952 (RAN: 141704.04)                                                               | Situl arheologic de la Rogna, punct „Intravilan-grădini”                                          | sat Rogna; comuna Ileanda                                        | 10, 20, 21, „Intravilan-grădini” | | Încarcă foto \| video | Raportează eroare |
| SJ-I-m-B-04952.01 (RAN: 141704.04.02)                                                         | Așezare                                                                                           | sat Rogna; comuna Ileanda                                        | 10, 20, 21, „Intravilan-grădini”, îngrădina caselor 10, 20, 21 | Epoca migrațiilor | Încarcă foto \| video | Raportează eroare |
| SJ-I-m-B-04952.02 (RAN: 141704.04.01)                                                         | Așezare                                                                                           | sat Rogna; comuna Ileanda                                        | 10, 20, 21 | Preistorie | Încarcă foto \| video | Raportează eroare |
| SJ-I-s-A-04953 (RAN: 142435.01)                                                               | Castrul șivicusmilitar                                                                            | sat Românași; comuna Românași                                    | „La Cetate”, la 300 m S de primele casedin sat, spre Zalău 47.09921°N 23.17517°E | sec. II-III p. Chr. | Încarcă foto \| video | Raportează eroare |
| SJ-I-s-B-04954 (RAN: 141009.01)                                                               | Așezare                                                                                           | sat Sâncraiu Silvaniei; comuna Dobrin                            | „Barázdahát”, la capătul satului, spre Cehu Silvaniei | Epoca bronzului, Cultura Suciu de Sus                                                                                     | Încarcă foto \| video | Raportează eroare |
| SJ-I-s-B-04955 (RAN: 141009.02)                                                               | Situl arheologic de la Sâncraiu Silvaniei, punct „Laz”                                            | sat Sâncraiu Silvaniei; comuna Dobrin                            | „Laz”, la cca. 1 km ENE de sat, în dreapta Văii Sălajului | | Încarcă foto \| video | Raportează eroare |
| SJ-I-m-B-04955.01 (RAN: 141009.02.02)                                                         | Așezare                                                                                           | sat Sâncraiu Silvaniei; comuna Dobrin                            | „Laz”, la cca. 1 km ENE de sat, în dreapta Văii Sălajului | Epoca medievală timpurie                                                                                                  | Încarcă foto \| video | Raportează eroare |
| SJ-I-m-B-04955.02 (RAN: 141009.02.03)                                                         | Așezare                                                                                           | sat Sâncraiu Silvaniei; comuna Dobrin                            | „Laz” | sec. II - III p. Chr. | Încarcă foto \| video | Raportează eroare |
| SJ-I-m-B-04955.03 (RAN: 141009.02.04)                                                         | Așezare                                                                                           | sat Sâncraiu Silvaniei; comuna Dobrin                            | „Laz”, la cca. 1 km ENE de sat, în dreapta Văii Sălajului | Epoca bronzului, Cultura Suciu de Sus                                                                                     | Încarcă foto \| video | Raportează eroare |
| SJ-I-m-B-04863.03 (RAN: 140431.01.01)                                                         | Turn roman                                                                                        | sat Sângeorgiu de Meseș; comuna Buciumi                          | „La Dealul Boului”, la 2 km SV de sat | sec. II-III p. Chr. | Încarcă foto \| video | Raportează eroare |
| SJ-I-s-B-04863.04 (RAN: 140431.02, 140431.02.01)                                              | Turn roman                                                                                        | sat Sângeorgiu de Meseș; comuna Buciumi                          | „Măgurița”, la mijlocul dealului, pe coama spre E de sat | sec. II - III p. Chr. | Încarcă foto \| video | Raportează eroare |
| SJ-I-s-B-04958 (RAN: 140538.01)                                                               | Așezare                                                                                           | sat Sighetu Silvaniei; comuna Chieșd                             | „Fântâna Ursului”, la marginea satului | Epoca bronzului, Cultura grupul Cehăluț                                                                                   | Încarcă foto \| video | Raportează eroare |
| SJ-I-s-B-04959 (RAN: 140066.01)                                                               | Situl arheologic de la Stana, punct „Fellegvar”                                                   | sat Stana; comuna Almașu                                         | „Fellegvar” | | Încarcă foto \| video | Raportează eroare |
| SJ-I-m-B-04959.01 (RAN: 140066.01.02)                                                         | Așezare                                                                                           | sat Stana; comuna Almașu                                         | „Fellegvar”, la S de sat | Hallstatt | Încarcă foto \| video | Raportează eroare |
| SJ-I-m-B-04959.02 (RAN: 140066.01.01)                                                         | Așezare                                                                                           | sat Stana; comuna Almașu                                         | „Fellegvar”, la S de sat | Latène | Încarcă foto \| video | Raportează eroare |
| SJ-I-s-B-04960                                                                                | Sistem de supraveghere și apărare a limesului Daciei în sectorul Stârciu                          | sat Stârciu; comuna Horoatu Crasnei                              | | sec. II - III p. Chr. | Încarcă foto \| video | Raportează eroare |
| SJ-I-s-B-04960.01 (RAN: 141562.01.01)                                                         | Turn roman                                                                                        | sat Stârciu; comuna Horoatu Crasnei                              | „Dealul Secuiului”, la 2,5 km S de sat | sec. II-III p. Chr. | Încarcă foto \| video | Raportează eroare |
| SJ-I-s-B-04960.02 (RAN: 141562.02.01)                                                         | Turn roman                                                                                        | sat Stârciu; comuna Horoatu Crasnei                              | „Frapsin”, la capătul de NV al dealului | sec. II - III p. Chr. | Încarcă foto \| video | Raportează eroare |
| SJ-I-s-B-20250 (RAN: 141562.03)                                                               | Așezare fortificată                                                                               | sat Stârciu; comuna Horoatu Crasnei                              | „Cetățea” 47.08333°N 22.91667°E | sec. Ia. Chr-sec. I p. Chr., Latène                                                                                       | Încarcă foto \| video | Raportează eroare |
| SJ-I-s-B-04962                                                                                | Sistem de supraveghere și apărare a limesului Daciei în sectorul Surduc                           | sat Surduc; comuna Surduc                                        | | sec. II - III p. Chr. | Încarcă foto \| video | Raportează eroare |
| SJ-I-s-B-04962.01 (RAN: 142783.01.01)                                                         | Turn roman                                                                                        | sat Surduc; comuna Surduc                                        | „Podinicu deasupra tunărului”, la jumătatea distanței dintre satele Surduc și Clit | sec. II - III p. Chr. | Încarcă foto \| video | Raportează eroare |
| SJ-I-s-B-04962.02 (RAN: 142783.02.01, 142783.02.02)                                           | Turn roman                                                                                        | sat Surduc; comuna Surduc                                        | pe terasa de deasupra de „Valea Hrăii”, la 2 km S de biserica din satul Băbeni | sec. II - III p. Chr. | Încarcă foto \| video | Raportează eroare |
| SJ-I-s-A-04964 (RAN: 143183.01)                                                               | Castru și vicus militar                                                                           | sat Sutoru; comuna Zimbor                                        | „Gura Căpușului”, la 400 m de intersecția drumurilor Zalău - Cluj și Zalău - Huedin 46.98942°N 23.24286°E | sec. II - III p. Chr. | Încarcă foto \| video | Raportează eroare |
| SJ-I-s-A-04965 (RAN: 139893.05)                                                               | Necropolă                                                                                         | oraș Șimleu Silvaniei                                            | „Grădina Cetății” („Varkert”), în oraș | Epoca bronzului, Cultura Wietenberg                                                                                       | Încarcă foto \| video | Raportează eroare |
| SJ-I-s-A-04966 (RAN: 139893.04)                                                               | Situl arheologic de la Șimleu Silvaniei, punct „Dealul Cetății” (Varhegy)                         | oraș Șimleu Silvaniei                                            | „Dealul Cetății” („Várhegy”), pe colina Măgura, lângă cetatea medievală, pe colina ce domină localitatea spre NE | | Încarcă foto \| video | Raportează eroare |
| SJ-I-m-A-04966.01                                                                             | Fortificație                                                                                      | oraș Șimleu Silvaniei                                            | „Dealul Cetății” („Várhegy”), în masivul Măgura, pe colina ce domină localitate dinspre N | sec. X - XV, Epoca medievală                                                                                              | Încarcă foto \| video | Raportează eroare |
| SJ-I-m-A-04966.02 (RAN: 139893.04.02)                                                         | Așezare fortificată                                                                               | oraș Șimleu Silvaniei                                            | „Dealul Cetății” („Várhegy”), în masivul Măgura, pe colina ce domină localitate dinspre N | sec. Ia. Chr-sec. I. p. Chr., Latène                                                                                      | Încarcă foto \| video | Raportează eroare |
| SJ-I-m-B-04966.03                                                                             | Așezare                                                                                           | oraș Șimleu Silvaniei                                            | „Dealul Cetății” („Várhegy”) | Epoca bronzului, Cultura Wietenberg                                                                                       | Încarcă foto \| video | Raportează eroare |
| SJ-I-s-A-04967 (RAN: 139893.01)                                                               | Situl arheologic de la Șimleu Silvaniei, punct „Observator”                                       | oraș Șimleu Silvaniei                                            | „Observator” | | Încarcă foto \| video | Raportează eroare |
| SJ-I-m-A-04967.01 (RAN: 139893.01.05)                                                         | Așezare fortificată                                                                               | oraș Șimleu Silvaniei                                            | „Dealul Măgura- Observator”, pe colina Măgura | Epoca medievală timpurie                                                                                                  | Încarcă foto \| video | Raportează eroare |
| SJ-I-m-A-04967.02 (RAN: 139893.01.04)                                                         | Așezare fortificată                                                                               | oraș Șimleu Silvaniei                                            | „Dealul Măgura - Observator”, pe colina Măgura | sec. II - I a. Chr., Latène                                                                                               | Încarcă foto \| video | Raportează eroare |
| SJ-I-m-A-04967.03 (RAN: 139893.01.03)                                                         | Așezare fortificată                                                                               | oraș Șimleu Silvaniei                                            | „Dealul Măgura - Observator”, pe colina Măgura | Hallstatt, Cultura Gava                                                                                                   | Încarcă foto \| video | Raportează eroare |
| SJ-I-m-B-04967.04                                                                             | Așezare                                                                                           | oraș Șimleu Silvaniei                                            | „Dealul Măgura- Observator”, pe colina Măgura | Epoca bronzului, Cultura Coțofeni, Wietenberg și grupul cultural Cehăluț                                                  | Încarcă foto \| video | Raportează eroare |
| SJ-I-m-B-04967.05                                                                             | Așezare                                                                                           | oraș Șimleu Silvaniei                                            | „Dealul Măgura- Observator”, pe colina Măgura | Neolitic, Cultura Starčevo-Criș                                                                                           | Încarcă foto \| video | Raportează eroare |
| SJ-I-s-B-04968 (RAN: 142765.01)                                                               | Așezare                                                                                           | sat Șoimuș; comuna Someș-Odorhei                                 | „Peștean” | Neolitic, Cultura Tisa, faza II                                                                                           | Încarcă foto \| video | Raportează eroare |
| SJ-I-s-B-04969 (RAN: 141991.01)                                                               | Așezare                                                                                           | sat Șumal; comuna Marca                                          | „Vârful lui Kun” („Kunhegy”), între Șumal și Lesmir, în apropierea Văii Barcăului | Neolitic | Încarcă foto \| video | Raportează eroare |
| SJ-I-s-B-04970 (RAN: 141991.02)                                                               | Așezare                                                                                           | sat Șumal; comuna Marca                                          | „Vârful lui Sommaly” („Sommalyhegy”), la limita dintre jud. Sălaj și jud. Bihor | Neolitic, Cultura Tisa, faza II                                                                                           | Încarcă foto \| video | Raportează eroare |
| SJ-I-s-A-04971 (RAN: 142836.02)                                                               | Castru și vicus militar                                                                           | sat Tihău; comuna Surduc                                         | „Grădiște” sau „Cetate”, la 150 m S de drumul județean Jibou - Surduc, în dreptul Fabricii de cărămidă 47.21666°N 23.31666°E | sec. II - III p. Chr. | Încarcă foto \| video | Raportează eroare |
| SJ-I-s-B-04972                                                                                | Sistem de supraveghere și apărare a limesului Daciei în sectorul Treznea                          | sat Treznea; comuna Treznea                                      | pe dealul ce domină localitatea spre NE | | Încarcă foto \| video | Raportează eroare |
| SJ-I-m-B-04972.01 (RAN: 139973.01.01)                                                         | Turn roman                                                                                        | sat Treznea; comuna Treznea                                      | „Coasta Ciungii”, la V de sat, la 100 m de drumul de culme | sec. II - III p. Chr. | Încarcă foto \| video | Raportează eroare |
| SJ-I-m-B-04972.03 (RAN: 139973.03.01)                                                         | Turn roman                                                                                        | sat Treznea; comuna Treznea                                      | „Vârful Tedișului”, la V de sat | sec. II-III p. Chr. | Încarcă foto \| video | Raportează eroare |
| SJ-I-s-B-04973 (RAN: 139795.01)                                                               | Așezare                                                                                           | sat aparținător Ulciug; oraș Cehu Silvaniei                      | „Prâsnel” | Epoca bronzului, Cultura Wietenberg                                                                                       | Încarcă foto \| video | Raportează eroare |
| SJ-I-s-B-04974 (RAN: 141928.01)                                                               | Ruine de epocă romană                                                                             | sat Valea Leșului; comuna Lozna                                  | la E de dealul „Cetățea”, pe ramificația „Țicleului” | sec. II-III p. Chr. | Încarcă foto \| video | Raportează eroare |
| SJ-I-s-B-04975 (RAN: 139866.01)                                                               | Turn roman                                                                                        | sat aparținător Var; oraș Jibou                                  | „Dealul Tărăbailor”, la SV de sat, dincolo de Valea Seacă, pe un vârf izolat și împădurit, lângă semnul geodezic | sec. II - III p. Chr. | Încarcă foto \| video | Raportează eroare |
| SJ-I-s-B-04976 (RAN: 142220.01)                                                               | Situl arheologic de la Vădurele, punct „Fundătura” și „Curături”                                  | sat Vădurele; comuna Năpradea                                    | „Fundătura” și „Curături”, | | Încarcă foto \| video | Raportează eroare |
| SJ-I-m-B-04976.01 (RAN: 142220.01.02)                                                         | Așezare                                                                                           | sat Vădurele; comuna Năpradea                                    | „Fundătura” și „Curături” | Latène | Încarcă foto \| video | Raportează eroare |
| SJ-I-m-B-04976.02 (RAN: 142220.01.01)                                                         | Așezare                                                                                           | sat Vădurele; comuna Năpradea                                    | „Fundătura” și „Curături” | Epoca bronzului, Cultura Wietenberg                                                                                       | Încarcă foto \| video | Raportează eroare |
| SJ-I-s-B-04977 (RAN: 141875.01)                                                               | Așezare                                                                                           | sat Vălișoara; comuna Letca                                      | pe înălțimea Prâsnelului, pe platoul dinspre S | Epoca bronzului, Cultura Wietenberg                                                                                       | Încarcă foto \| video | Raportează eroare |
| SJ-I-s-B-04978 (RAN: 143030.01)                                                               | Așezare                                                                                           | sat Vârșolț; comuna Vârșolț                                      | Extravilan, la 400 m NV de baraj, în aval | Hallstatt, Cultura geto-dacică                                                                                            | Încarcă foto \| video | Raportează eroare |
| SJ-I-s-A-04979 (RAN: 143076.01)                                                               | Așezare fortificată                                                                               | sat Zalha; comuna Zalha                                          | „Burzuor”, pinten de deal la NNE de sat | sec. II - I a. Chr., Latène                                                                                               | Încarcă foto \| video | Raportează eroare |
| SJ-I-s-B-04980 (RAN: 141768.01)                                                               | Așezare                                                                                           | sat Zăuan; comuna Ip                                             | „Banffy - Tag”, la capătul de SE al satului, în valea Barcăului | Epoca bronzului | Încarcă foto \| video | Raportează eroare |
| SJ-I-s-B-04981 (RAN: 141768.02)                                                               | Situl arheologic de la Zăuan, punct „Temetődomb” („Dâmbul Cimitirului”)                           | sat Zăuan; comuna Ip                                             | „Temetõdomb” („Dâmbul cimitirului”), la marginea de NE a satului, pe dreapta drumului Zalău - Șimleu - Oradea | | Încarcă foto \| video | Raportează eroare |
| SJ-I-m-B-04981.01 (RAN: 141768.02.03)                                                         | Necropolă                                                                                         | sat Zăuan; comuna Ip                                             | „Temetődomb” („Dâmbul Cimitirului”), | sec. IV - III a.Chr, Latène                                                                                               | Încarcă foto \| video | Raportează eroare |
| SJ-I-m-A-04981.02                                                                             | Așezare                                                                                           | sat Zăuan; comuna Ip                                             | „Temetődomb” („Dâmbul Cimitirului”) | Epoca bronzului, grupul cultural Cehăluț                                                                                  | Încarcă foto \| video | Raportează eroare |
| SJ-I-m-B-04981.03 (RAN: 141768.02.01)                                                         | Așezare                                                                                           | sat Zăuan; comuna Ip                                             | „Temetődomb” („Dâmbul Cimitirului”), la marginea de NE a satului, pe partea dreaptă a drumului Zalău- Șimleu - Oradea | Neolitic | Încarcă foto \| video | Raportează eroare |
| SJ-I-s-B-04982 (RAN: 141768.03)                                                               | Situl arheologic de la Zăuan, punct „Akasztõdomb”                                                 | sat Zăuan; comuna Ip                                             | „Akasztõdomb” | | Încarcă foto \| video | Raportează eroare |
| SJ-I-m-B-04982.01 (RAN: 141768.03.02)                                                         | Așezare                                                                                           | sat Zăuan; comuna Ip                                             | „Akasztõdomb”, la 1,5 km NV de sat, pe prima terasă de pe stânga Barcăului | Eneolitic, Cultura Tiszapolgár                                                                                            | Încarcă foto \| video | Raportează eroare |
| SJ-I-m-B-04982.02 (RAN: 141768.03.01)                                                         | Așezare                                                                                           | sat Zăuan; comuna Ip                                             | „Akasztõdomb”, la 1,5 km NV de sat, pe prima terasă de pe stânga Barcăului | Neolitic, Cultura Tisa, faza I                                                                                            | Încarcă foto \| video | Raportează eroare |
| SJ-II-a-B-04986                                                                               | Ansamblul urban „Strada 22 Decembrie 1989”                                                        | municipiul Zalău                                                 | Str. 22 Decembrie 1989 171, cuprinde următoarele nr. poștale: 10, 12, 14, 16, 18, 22, 24, 32, 32A, 36, 38, 39, 40, 41, 43, 44, 45, 47, 53, 59, 60, 62, 63, 65, 67, 69, 76, 80, 81, 84, 96, 105, 109, 111, 113, 120, 126, 136, 148, 152, 154, 156, 158, 152, 154, 156, 158, 173, 216, 218, 220, 222, 228 | | Încarcă foto \| video | Raportează eroare |
| SJ-II-m-B-04983                                                                               | Casă                                                                                              | municipiul Zalău                                                 | Piața 1 Decembrie 1918 8 | înc. sec. XX | Încarcă foto \| video | Raportează eroare |
| SJ-II-a-B-04984                                                                               | Ansamblul bisericii „Adormirea Maicii Domnului”                                                   | municipiul Zalău                                                 | Piața 1 Decembrie 1918 9 | sf. sec. XIX-sec. XX |                       | Raportează eroare |
| SJ-II-m-B-04984.01                                                                            | Biserica „Adormirea Maicii Domnului”                                                              | municipiul Zalău                                                 | Piața 1 Decembrie 1918 9 47.18204°N 23.0518°E | 1930-1934 Antal Szallerbeck (1887-1960) (arhitect)                                                                        |                       | Raportează eroare |
| SJ-II-m-B-04984.02                                                                            | Casa parohială ortodoxă                                                                           | municipiul Zalău                                                 | Piața 1 Decembrie 1918 9 | sf. sec. XIX | Încarcă foto \| video | Raportează eroare |
| SJ-II-m-B-04985                                                                               | Cazarma „General Dragalina”, azi Centrul Militar Județean, corp principal și lateral              | municipiul Zalău                                                 | Piața 1 Decembrie 1918 11 | sf. sec. XIX | Încarcă foto \| video | Raportează eroare |
| SJ-II-m-B-04987                                                                               | Casa memorială Ady Endre                                                                          | municipiul Zalău                                                 | Str. 22 Decembrie 1989 45 | sf. sec. XIX | Încarcă foto \| video | Raportează eroare |
| SJ-II-a-B-04988                                                                               | Ansamblul urban „Strada Corneliu Coposu”                                                          | municipiul Zalău                                                 | Str. Coposu Corneliu 1-76, cuprinde următoarele nr. poștale: 5, 17, 19, 22, 23, 25, 27, 28, 29, 30, 31, 33, 35, 38, 40, 41, 42, 44, 48, 51, 52, 53, 54, 56, 58, 60, 61, 62, 63, 64, 66, 70, 73, 76, 84                                                                                                  | |                       | Raportează eroare |
| SJ-II-m-B-04989                                                                               | Bancă, azi Muzeul Județean de Istorie și Artă și Galeriile de artă „Ioan Sima” - corpul principal | municipiul Zalău                                                 | Str. Doja Gheorghe 6 | 1910 | Încarcă foto \| video | Raportează eroare |
| SJ-II-a-B-04990                                                                               | Ansamblul urban „Piața Iuliu Maniu”                                                               | municipiul Zalău                                                 | Piața Maniu Iuliu | |                       | Raportează eroare |
| SJ-II-m-B-04991                                                                               | Prefectura veche, azi Primăria municipiului Zalău                                                 | municipiul Zalău                                                 | Piața Maniu Iuliu 3 | 1889 | Alte imagini          | Raportează eroare |
| SJ-II-m-B-04992                                                                               | Clădirea „Transilvania”, fost teatru orășenesc, corpurile A, B, C                                 | municipiul Zalău                                                 | Piața Maniu Iuliu 4-6 47.17805°N 23.05638°E | 1836-1838 | Alte imagini          | Raportează eroare |
| SJ-II-m-B-21009                                                                               | Clădire administrativă                                                                            | municipiul Zalău                                                 | Strada Maniu Iuliu 9 | | Încarcă foto \| video | Raportează eroare |
| SJ-II-m-B-04993                                                                               | Fostă bancă, azi clădire de birouri                                                               | municipiul Zalău                                                 | Piața Maniu Iuliu 10, str. Șaguna Andrei | 1889 | Încarcă foto \| video | Raportează eroare |
| SJ-II-m-B-04994                                                                               | Direcția de Sănătate Publică                                                                      | municipiul Zalău                                                 | Piața Maniu Iuliu 11 | cca. 1900 | Încarcă foto \| video | Raportează eroare |
| SJ-II-m-B-04995                                                                               | Direcția Județeană pentru Cultură, Culte și Patrimoniu Cultural Național                          | municipiul Zalău                                                 | Piața Maniu Iuliu 13 | cca. 1900 | Încarcă foto \| video | Raportează eroare |
| SJ-II-m-B-04996                                                                               | Școala de fete, azi Școala Gimnazială „Simion Bărnuțiu”                                           | municipiul Zalău                                                 | Bd. Mihai Viteazul 3 | 1895 |                       | Raportează eroare |
| SJ-II-a-B-04997                                                                               | Ansamblul bisericii romano-catolice                                                               | municipiul Zalău                                                 | Bd. Mihai Viteazul 6 47.18204°N 23.0518°E | 1878 | Alte imagini          | Raportează eroare |
| SJ-II-m-B-04997.01                                                                            | Biserica romano-catolică                                                                          | municipiul Zalău                                                 | Bd. Mihai Viteazul 6 | 1878 |                       | Raportează eroare |
| SJ-II-m-B-04997.02                                                                            | Clădirea cultului romano-catolic, cu spații comerciale la parter                                  | municipiul Zalău                                                 | Bd. Mihai Viteazul 6 | 1878 | Încarcă foto \| video | Raportează eroare |
| SJ-II-m-B-04998                                                                               | Casă                                                                                              | municipiul Zalău                                                 | Bd. Mihai Viteazul 8 | sf. sec. XIX | Încarcă foto \| video | Raportează eroare |
| SJ-II-a-B-05000                                                                               | Ansamblul urban „Strada Andrei Șaguna”                                                            | municipiul Zalău                                                 | Str. Șaguna Andrei, mitropolit 120, cuprinde următoarele nr. poștale: 2, 4, 6, 8, 10, 12, 7, 9, 11, 13, 15, 21 | |                       | Raportează eroare |
| SJ-II-m-B-04999                                                                               | Protopopiatul Ortodox                                                                             | municipiul Zalău                                                 | Str. Șaguna Andrei, mitropolit 6 | sf. sec. XIX | Încarcă foto \| video | Raportează eroare |
| SJ-II-a-B-05001                                                                               | Ansamblul bisericii reformate                                                                     | municipiul Zalău                                                 | Str. Șaguna Andrei, mitropolit 7 47.18204°N 23.0518°E | 1900-1907 |                       | Raportează eroare |
| SJ-II-m-B-05001.01                                                                            | Biserica reformată                                                                                | municipiul Zalău                                                 | Str. Șaguna Andrei, mitropolit 7 | 1904-1907 | Încarcă foto \| video | Raportează eroare |
| SJ-II-m-B-05001.02                                                                            | Casa parohială a bisericii reformate                                                              | municipiul Zalău                                                 | Str. Șaguna Andrei, mitropolit 7 | cca. 1900 | Încarcă foto \| video | Raportează eroare |
| SJ-II-m-B-05002                                                                               | Casă                                                                                              | municipiul Zalău                                                 | Str. Șaguna Andrei, mitropolit 8 | sf. sec. XIX | Încarcă foto \| video | Raportează eroare |
| SJ-II-m-B-05003                                                                               | Casă                                                                                              | municipiul Zalău                                                 | Str. Șaguna Andrei, mitropolit 10 | sf. sec. XIX | Încarcă foto \| video | Raportează eroare |
| SJ-II-m-B-05004                                                                               | Casă                                                                                              | municipiul Zalău                                                 | Str. Șaguna Andrei, mitropolit 12 | sec. XIX | Încarcă foto \| video | Raportează eroare |
| SJ-II-m-B-05005                                                                               | Casă                                                                                              | municipiul Zalău                                                 | Str. Șaguna Andrei, mitropolit 28 | cca. 1900 | Încarcă foto \| video | Raportează eroare |
| SJ-II-m-B-05006                                                                               | Colegiul reformat, azi Colegiul Național „Silvania”                                               | municipiul Zalău                                                 | Str. Unirii 1 | 1860, ref.1903, 1925 |                       | Raportează eroare |
| SJ-II-m-B-05007                                                                               | Cazinoul Asociației meșteșugarilor, azi Muzeul Județean de Istorie și Artă, secția de istorie     | municipiul Zalău                                                 | Str. Unirii 9 47.17973°N 23.05314°E | cca. 1900 |                       | Raportează eroare |
| SJ-II-m-B-20998                                                                               | Imobilul fostei primării                                                                          | municipiul Zalău                                                 | Str. Unirii 15 | | Încarcă foto \| video | Raportează eroare |
| SJ-II-m-B-05008                                                                               | Spitalul Județean de Urgență Zalău                                                                | municipiul Zalău                                                 | Str. Vladimirescu Tudor 24 | înc. sec. XX | Încarcă foto \| video | Raportează eroare |
| SJ-II-a-A-05009 (RAN: 139991.03)                                                              | Cetatea Almașului (ruine)                                                                         | sat Almașu; comuna Almașu                                        | la aprox. 2 km. de sat | sec. XIII, ref. 1627 | Alte imagini          | Raportează eroare |
| SJ-II-a-B-05010                                                                               | Ansamblul castelului Csaki                                                                        | sat Almașu; comuna Almașu                                        | 316 46.94294°N 23.13205°E | 1815-1819 | Alte imagini          | Raportează eroare |
| SJ-II-m-B-05010.01                                                                            | Castelul Csaky                                                                                    | sat Almașu; comuna Almașu                                        | 316 46.94527°N 23.13277°E | 1815-1819 |                       | Raportează eroare |
| SJ-II-m-B-05010.02                                                                            | Anexe castel                                                                                      | sat Almașu; comuna Almașu                                        | 316 | | Încarcă foto \| video | Raportează eroare |
| SJ-II-s-B-05010.03                                                                            | Parcul castelului Csaki                                                                           | sat Almașu; comuna Almașu                                        | 316 | 1815-1819 |                       | Raportează eroare |
| SJ-II-m-A-05011 (RAN: 141465.01)                                                              | Biserica de lemn „Sf. Arhangheli Mihail și Gavril”                                                | sat Baica; comuna Hida                                           | 57 47.14232°N 23.30028°E | 1645 | Alte imagini          | Raportează eroare |
| SJ-II-m-B-05012                                                                               | Casa memorială „Iuliu Maniu”                                                                      | sat Bădăcin; comuna Pericei                                      | 3 47.25583°N 22.85444°E | 1865 | Alte imagini          | Raportează eroare |
| SJ-II-m-B-05013 (RAN: 142300.01)                                                              | Biserica „Schimbarea la Față”                                                                     | sat Bădăcin; comuna Pericei                                      | 224 47.25583°N 22.85444°E | 1705 | Alte imagini          | Raportează eroare |
| SJ-II-m-A-05015 (RAN: 140155.04)                                                              | Biserica de lemn „Adormirea Maicii Domnului”                                                      | sat Bălan; comuna Bălan                                          | 65, Cartier Cricova 47.155°N 23.3125°E | înc. sec. XVII | Alte imagini          | Raportează eroare |
| SJ-II-m-B-05016 (RAN: 140155.03)                                                              | Biserica de lemn „Sf. Arhangheli Mihail și Gavriil”                                               | sat Bălan; comuna Bălan                                          | 477, Cartier Joseni 47.15651°N 23.31018°E | 1695 Popa Toader (meșteri)                                                                                                |                       | Raportează eroare |
| SJ-II-m-B-05014                                                                               | Biserica de lemn „Adormirea Maicii Domnului” a fostei mănăstiri Bălan                             | sat Bălan; comuna Bălan                                          | 495 47.1758°N 23.30845°E | sec. XIX |                       | Raportează eroare |
| SJ-II-m-A-05018 (RAN: 141152.02)                                                              | Biserica de lemn „Sf. Fecioară Maria”                                                             | sat Bârsău Mare; comuna Gâlgău                                   | 17 47.27222°N 23.66416°E | 1690 Ioan Pop din Românași (zugravi)                                                                                      | Alte imagini          | Raportează eroare |
| SJ-II-a-B-05019 (RAN: 140253.01)                                                              | Ansamblul bisericii „Sf. Arhangheli Mihail și Gavriil”                                            | sat Benesat; comuna Benesat                                      | 170 | sec. XVII - XVIII |                       | Raportează eroare |
| SJ-II-m-B-05019.01 (RAN: 140253.01.01)                                                        | Biserica „Sf. Arhangheli Mihail și Gavriil”                                                       | sat Benesat; comuna Benesat                                      | 170 | 1778 |                       | Raportează eroare |
| SJ-II-s-B-05019.02                                                                            | Cimitirul bisericii „Sf. Arhangheli Mihail și Gavriil”                                            | sat Benesat; comuna Benesat                                      | 170 | sec. XVII - XVIII |                       | Raportează eroare |
| SJ-II-m-A-05017 (RAN: 142738.01)                                                              | Biserica de lemn „Sf. Gheorghe”                                                                   | sat Bârsa; comuna Someș-Odorhei                                  | 82 47.32488°N 23.21092°E | sec. XVIII | Alte imagini          | Raportează eroare |
| SJ-II-m-B-05021                                                                               | Centrul cultural „Simion Bărnuțiu”                                                                | sat Bocșa; comuna Bocșa                                          | 22 47.29777°N 22.91666°E | 1937 - 1938 |                       | Raportează eroare |
| SJ-II-m-B-05022 (RAN: 141401.01)                                                              | Biserica de lemn „Sf. Arhangheli Mihail și Gavriil”                                               | sat Bocșița; comuna Hereclean                                    | 11 47.30888°N 23.04666°E | înc. sec. XVIII |                       | Raportează eroare |
| SJ-II-m-A-05023 (RAN: 140690.01)                                                              | Biserica de lemn „Sf. Arhangheli Mihail și Gavriil”                                               | sat Borza; comuna Creaca                                         | 34 A 47.21916°N 23.26166°E | 1758 Breaz Ion din Gilău (meșteri)                                                                                        | Alte imagini          | Raportează eroare |
| SJ-II-m-A-05024 (RAN: 139955.02)                                                              | Biserica de lemn „Sf. Apostoli Petru și Pavel”                                                    | sat Bozna; comuna Treznea                                        | 90 47.08638°N 23.02944°E | sf. sec. XVII | Alte imagini          | Raportează eroare |
| SJ-II-m-A-05025 (RAN: 140707.03)                                                              | Biserica de lemn „Sf. Arhangheli Mihail și Gavriil”                                               | sat Brebi; comuna Creaca                                         | 105 A 47.2075°N 23.19527°E | 1759, ref. în 1853 Breaz Ion din Gilău (meșteri)                                                                          |                       | Raportează eroare |
| SJ-II-m-A-05026 (RAN: 140716.02)                                                              | Biserica de lemn „Sf. Arhangheli Mihail și Gavriil”                                               | sat Brusturi; comuna Creaca                                      | 100 A 47.1607°N 23.22638°E | 1701 | Alte imagini          | Raportează eroare |
| SJ-II-m-B-05027 (RAN: 140388.07)                                                              | Capela ortodoxă                                                                                   | sat Buciumi; comuna Buciumi                                      | 140 | înc. sec. XVIII | Încarcă foto \| video | Raportează eroare |
| SJ-II-m-B-05028                                                                               | Jandarmerie și școală, azi casă de rugăciune                                                      | sat Buciumi; comuna Buciumi                                      | 326 | sf. sec. XVIII | Încarcă foto \| video | Raportează eroare |
| SJ-II-m-A-05029 (RAN: 142578.02)                                                              | Biserica de lemn „Sf. Arhangheli Mihail și Gavriil”                                               | sat Bulgari; comuna Sălățig                                      | 57 47.3368°N 23.14498°E | 1547 | Alte imagini          | Raportează eroare |
| SJ-II-m-A-05030 (RAN: 140459.02)                                                              | Biserica de lemn „Sf. Arhangheli Mihail și Gavriil”                                               | sat Camăr; comuna Camăr                                          | 611 47.29166°N 22.60333°E | înc. sec. XVIII |                       | Raportează eroare |
| SJ-II-m-A-05033 (RAN: 139919.02)                                                              | Biserica de lemn „Sf. Apostoli Petru și Pavel”                                                    | sat aparținător Cehei; oraș Șimleu Silvaniei                     | 94 47.25805°N 22.77472°E | înc. sec. XVIII Nichita (zugravi)                                                                                         | Alte imagini          | Raportează eroare |
| SJ-II-m-A-05034 (RAN: 139759.01)                                                              | Biserica reformată                                                                                | oraș Cehu Silvaniei                                              | Piața Trandafirilor 21 47.41224°N 23.17769°E | 1519 - 1614, adăugiri în 1801, 1845                                                                                       | Alte imagini          | Raportează eroare |
| SJ-II-m-B-05035 (RAN: 142195.02)                                                              | Ruinele bisericii mănăstirii benedictine                                                          | sat Cheud; comuna Năpradea                                       | la 2 km de centrul satului Cheud și la 500 m de Strâmtorile Țicăului, pe dreapta | sec. XII - XIII | Încarcă foto \| video | Raportează eroare |
| SJ-II-m-B-05037 (RAN: 142444.01)                                                              | Biserica de lemn „Sf. Arhangheli Mihail și Gavriil”                                               | sat Chichișa; comuna Românași                                    | 72 47.13388°N 23.19027°E | sec. XVII, modif.1739 Dumitru Donca (meșteri)                                                                             | Alte imagini          | Raportează eroare |
| SJ-II-m-A-05038 (RAN: 140510.01)                                                              | Biserica de lemn „Sf. Arhangheli Mihail și Gavriil”                                               | sat Chieșd; comuna Chieșd                                        | 345 47.38459°N 22.88504°E | sec. XVIII | Alte imagini          | Raportează eroare |
| SJ-II-m-A-05040 (RAN: 142453.02)                                                              | Biserica de lemn „Sf. Arhangheli Mihail și Gavriil”                                               | sat Ciumărna; comuna Românași                                    | 240 47.12361°N 23.13444°E | înc. sec. XVIII | Alte imagini          | Raportează eroare |
| SJ-II-m-B-05041                                                                               | Casă de lemn                                                                                      | sat Cizer; comuna Cizer                                          | 837 A, în curtea școlii 47.06611°N 22.8567°E | 1780 |                       | Raportează eroare |
| SJ-II-a-A-05042                                                                               | Ansamblul bisericii reformate                                                                     | sat Coșeiu; comuna Coșeiu                                        | 142 | sec. XV | Alte imagini          | Raportează eroare |
| SJ-II-m-A-05042.01 (RAN: 140592.02.01, 140592.02.02, 140592.02.03, 140592.02.04)              | Biserica reformată                                                                                | sat Coșeiu; comuna Coșeiu                                        | 142 | sec. XV |                       | Raportează eroare |
| SJ-II-m-B-05042.02                                                                            | Clopotnița de lemn                                                                                | sat Coșeiu; comuna Coșeiu                                        | 142 | 1865 |                       | Raportează eroare |
| SJ-II-m-A-05043 (RAN: 140636.05)                                                              | Biserica reformată                                                                                | sat Crasna; comuna Crasna                                        | 1 47.1626°N 22.8701°E | 1380-1400, transf.1909 |                       | Raportează eroare |
| SJ-II-m-A-05044 (RAN: 140681.01)                                                              | Biserica de lemn „Sf. Ierarh Nicolae”                                                             | sat Creaca; comuna Creaca                                        | 170 B 47.19694°N 23.23972°E | 1710 Ioan Pop din Românași (zugravi)                                                                                      | Alte imagini          | Raportează eroare |
| SJ-II-m-B-05045 (RAN: 140841.01)                                                              | Biserica reformată                                                                                | sat Cristur Crișeni; comuna Crișeni                              | 189 | sec. XVI, turn din 1756, transf. la înc. sec. XX                                                                          |                       | Raportează eroare |
| SJ-II-m-B-05046 (RAN: 140887.01)                                                              | Biserica de lemn „Învierea Domnului”                                                              | sat Cubleșu; comuna Cuzăplac                                     | 39, pe deal 46.93111°N 23.31472°E | sec. XVIII | Alte imagini          | Raportează eroare |
| SJ-II-m-A-05047 (RAN: 140306.02)                                                              | Biserica de lemn „Sf. Arhangheli Mihail și Gavriil”                                               | sat Derșida; comuna Bobota                                       | 194 A 47.38743°N 22.80437°E | 1700 | Alte imagini          | Raportează eroare |
| SJ-II-m-A-05048 (RAN: 140985.01)                                                              | Biserica de lemn „Sf. Arhangheli Mihail și Gavriil”                                               | sat Doba; comuna Dobrin                                          | 156 | sf. sec. XVI | Alte imagini          | Raportează eroare |
| SJ-II-m-A-05049 (RAN: 140967.01)                                                              | Biserica de lemn „Sf. Arhangheli Mihail și Gavriil”                                               | sat Dobrin; comuna Dobrin                                        | 52 | 1720 |                       | Raportează eroare |
| SJ-II-m-A-05050 (RAN: 142747.01)                                                              | Biserica de lemn „Sf. Arhangheli Mihail și Gavriil”                                               | sat Domnin; comuna Someș-Odorhei                                 | 57 | 1753 | Alte imagini          | Raportează eroare |
| SJ-II-m-A-05051                                                                               | Biserica de lemn „Sf. Vasile cel Mare”                                                            | sat Dragu; comuna Dragu                                          | 310 47.04166°N 23.39916°E | 1806 Ion din Ola Nadas (meșter), Iosif Perșo (preot zugrav)                                                               | Alte imagini          | Raportează eroare |
| SJ-II-a-A-05052                                                                               | Ansamblul castelului Bethlen                                                                      | sat Dragu; comuna Dragu                                          | 329 47.03528°N 23.3966°E | sec. XVIII - XIX | Alte imagini          | Raportează eroare |
| SJ-II-m-A-05052.01 (RAN: 141036.07)                                                           | Castel                                                                                            | sat Dragu; comuna Dragu                                          | 329 | sec. XVIII - XIX | Alte imagini          | Raportează eroare |
| SJ-II-m-A-05052.02                                                                            | Anexe                                                                                             | sat Dragu; comuna Dragu                                          | 329 | sec. XIX |                       | Raportează eroare |
| SJ-II-s-A-05052.03                                                                            | Parc                                                                                              | sat Dragu; comuna Dragu                                          | 329 | sec. XVIII - XIX |                       | Raportează eroare |
| SJ-II-m-A-05053 (RAN: 141116.01)                                                              | Biserica de lemn „Pogorârea Duhului Sfânt”                                                        | sat Fildu de Sus; comuna Fildu de Jos                            | 154 A | 1727 | Alte imagini          | Raportează eroare |
| SJ-II-m-A-05054                                                                               | Biserica de lemn „Sf. Nicolae”                                                                    | sat Fodora; comuna Gîlgău                                        | 173 47.26637°N 23.67831°E | 1817 |                       | Raportează eroare |
| SJ-II-a-B-05055 (RAN: 141241.04)                                                              | Ansamblul castelului Haller                                                                       | sat Gîrbou; comuna Gîrbou                                        | 203 47.16055°N 23.4175°E | mijl.sec. XVIII János Haller (ctitor)                                                                                     | Alte imagini          | Raportează eroare |
| SJ-II-m-B-05055.01 (RAN: 141241.04.01)                                                        | Castelul Haller (ruine)                                                                           | sat Gîrbou; comuna Gîrbou                                        | 203 | mijl.sec. XVIII | Încarcă foto \| video | Raportează eroare |
| SJ-II-m-B-05055.02 (RAN: 141241.04.02)                                                        | Capelă                                                                                            | sat Gîrbou; comuna Gîrbou                                        | 203 47.16055°N 23.4175°E | mijl.sec. XVIII |                       | Raportează eroare |
| SJ-II-m-B-05055.03 (RAN: 141241.04.03)                                                        | Fântână                                                                                           | sat Gîrbou; comuna Gîrbou                                        | 203 | mijl.sec. XVIII |                       | Raportează eroare |
| SJ-II-m-B-05055.04                                                                            | Poartă                                                                                            | sat Gîrbou; comuna Gîrbou                                        | 203 | mijl.sec. XVIII |                       | Raportează eroare |
| SJ-II-a-B-05056                                                                               | Ansamblul conacului familiei Morca                                                                | sat Hida; comuna Hida                                            | Str. Eminescu Mihai 9 47.05904°N 23.30702°E | înc. sec. XX |                       | Raportează eroare |
| SJ-II-m-B-05056.01                                                                            | Conacul familiei Morca                                                                            | sat Hida; comuna Hida                                            | Str. Eminescu Mihai 9 | sec. XIX |                       | Raportează eroare |
| SJ-II-m-B-05056.02                                                                            | Anexe                                                                                             | sat Hida; comuna Hida                                            | Str. Eminescu Mihai 9 | sec. XIX | Încarcă foto \| video | Raportează eroare |
| SJ-II-s-B-05056.03                                                                            | Parc                                                                                              | sat Hida; comuna Hida                                            | Str. Eminescu Mihai 9 | înc. sec. XX | Încarcă foto \| video | Raportează eroare |
| SJ-II-m-B-05057                                                                               | Casa parohială a bisericii reformate                                                              | sat Hida; comuna Hida                                            | Str. Eminescu Mihai 21 | 1910 | Încarcă foto \| video | Raportează eroare |
| SJ-II-m-A-05058 (RAN: 141456.01)                                                              | Biserica de lemn „Sf. Arhangheli Mihail și Gavriil”                                               | sat Hida; comuna Hida                                            | Str. Eminescu Mihai 27 47.05794°N 23.30724°E | înc. sec. XVIII | Alte imagini          | Raportează eroare |
| SJ-II-m-B-05059                                                                               | Școala de arte și meserii, fostă judecătorie                                                      | sat Hida; comuna Hida                                            | Str. Maniu Iuliu 2 | înc. sec. XX |                       | Raportează eroare |
| SJ-II-m-B-05060                                                                               | Casă                                                                                              | sat Hida; comuna Hida                                            | Piața Sfatului 5 | sf. sec. XIX | Alte imagini          | Raportează eroare |
| SJ-II-a-B-05061                                                                               | Conacul Hatfaludy                                                                                 | sat Hida; comuna Hida                                            | Str. Stadionului 6 47.06242°N 23.3038°E | sf. sec. XIX | Alte imagini          | Raportează eroare |
| SJ-II-m-B-05061.01                                                                            | Conac                                                                                             | sat Hida; comuna Hida                                            | Str. Stadionului 6 | sf. sec. XIX | Alte imagini          | Raportează eroare |
| SJ-II-s-B-05061.02                                                                            | Parc                                                                                              | sat Hida; comuna Hida                                            | Str. Stadionului 6 | sf. sec. XIX | Încarcă foto \| video | Raportează eroare |
| SJ-II-m-B-05061.03                                                                            | Anexe                                                                                             | sat Hida; comuna Hida                                            | Str. Stadionului 6 | sf. sec. XIX | Încarcă foto \| video | Raportează eroare |
| SJ-II-m-B-05062                                                                               | Casa Hatfaludy                                                                                    | sat Hida; comuna Hida                                            | Str. Stadionului 8 | 1920 |                       | Raportează eroare |
| SJ-II-m-A-05063 (RAN: 139768.01)                                                              | Biserica de lemn „Sf. Arhangheli Mihail și Gavriil”                                               | sat aparținător Horoatu Cehului; oraș Cehu Silvaniei             | 70 | 1749 |                       | Raportează eroare |
| SJ-II-a-B-05064 (RAN: 141544.01)                                                              | Ansamblul bisericii reformate                                                                     | sat Horoatu Crasnei; comuna Horoatu Crasnei                      | 218 | sec. XV, adăugiri sec. XVIII                                                                                              | Alte imagini          | Raportează eroare |
| SJ-II-m-B-05064.01 (RAN: 141544.01.01)                                                        | Biserica reformată                                                                                | sat Horoatu Crasnei; comuna Horoatu Crasnei                      | 218 | sec. XV, adăugiri sec. XVIII                                                                                              |                       | Raportează eroare |
| SJ-II-m-B-05064.02 (RAN: 141544.01.02)                                                        | Clopotnița de lemn                                                                                | sat Horoatu Crasnei; comuna Horoatu Crasnei                      | 218 | sec. XVIII |                       | Raportează eroare |
| SJ-II-m-B-05065 (RAN: 139848.01)                                                              | Biserica de lemn „Sf. Arhangheli Mihail și Gavril”                                                | sat aparținător Husia; oraș Jibou                                | 19A | 1800 |                       | Raportează eroare |
| SJ-II-m-A-05066 (RAN: 141599.04)                                                              | Biserica de lemn „Adormirea Maicii Domnului”                                                      | sat Ileanda; comuna Ileanda                                      | Str. Iancu Avram 114 A | sec. XVII | Alte imagini          | Raportează eroare |
| SJ-II-m-B-05067                                                                               | Clădire, fost notariat                                                                            | sat Ilișua; comuna Sărmășag                                      | 245 | sec. XVIII | Încarcă foto \| video | Raportează eroare |
| SJ-II-m-B-05068 (RAN: 142907.03)                                                              | Biserica reformată                                                                                | sat Ilișua; comuna Sărmășag                                      | 255 | înc. sec. XVII | Încarcă foto \| video | Raportează eroare |
| SJ-II-m-B-05069                                                                               | Biserica de lemn „Sf. Arhangheli Mihail și Gavriil”                                               | sat Inău; comuna Someș-Odorhei                                   | 50 | 1832 |                       | Raportează eroare |
| SJ-II-m-B-05070                                                                               | Casă parohială a cultului reformat                                                                | sat Ip; comuna Ip                                                | 138 | 1751 | Încarcă foto \| video | Raportează eroare |
| SJ-II-m-B-05071 (RAN: 141731.03)                                                              | Biserica reformată                                                                                | sat Ip; comuna Ip                                                | 139 | sec. XVI, transf. și adăugiri în 1622 (portic), 1793 și 1825 turn clopotniță                                              |                       | Raportează eroare |
| SJ-II-m-B-05072                                                                               | Casă                                                                                              | sat Ip; comuna Ip                                                | 332 | sec. XIX | Încarcă foto \| video | Raportează eroare |
| SJ-II-m-B-05073                                                                               | Casă                                                                                              | sat Ip; comuna Ip                                                | 434 | 1854 | Încarcă foto \| video | Raportează eroare |
| SJ-II-m-B-05074 (RAN: 140734.06)                                                              | Biserica de lemn „Sf. Arhangheli Mihail și Gavriil”                                               | sat Jac; comuna Creaca                                           | 157 47.16685°N 23.19166°E | 1756 | Alte imagini          | Raportează eroare |
| SJ-II-a-A-05075 (RAN: 139820.04)                                                              | Ansamblul castelului Wesselenyi                                                                   | oraș Jibou                                                       | Str. Wesselenyi Miklos 18 47.26322°N 23.25346°E | 1779 - 1810 Josef Bittheuser, Franz Wrabetz (arhitecți), Johannes Nachtigall, Anton Schuchbauer, Antal Csűrös (sculptori) | Alte imagini          | Raportează eroare |
| SJ-II-m-A-05075.01 (RAN: 139820.04.01)                                                        | Castel                                                                                            | oraș Jibou                                                       | Str. Wesselenyi Miklos 18 | 1779-1810 |                       | Raportează eroare |
| SJ-II-s-A-05075.02                                                                            | Parc                                                                                              | oraș Jibou                                                       | Str. Wesselenyi Miklos 18 | 1779-1810 |                       | Raportează eroare |
| SJ-II-m-A-05075.03 (RAN: 139820.04.02)                                                        | Curie                                                                                             | oraș Jibou                                                       | Str. Wesselenyi Miklos 18 | 1702 | Încarcă foto \| video | Raportează eroare |
| SJ-II-m-B-05075.04                                                                            | Manej                                                                                             | oraș Jibou                                                       | Str. Wesselenyi Miklos 18 | 1779 (1771) | Încarcă foto \| video | Raportează eroare |
| SJ-II-m-B-05075.05                                                                            | Seră                                                                                              | oraș Jibou                                                       | Str. Wesselenyi Miklos 18 | 1779-1810 | Încarcă foto \| video | Raportează eroare |
| SJ-II-m-B-05075.06                                                                            | Grajd                                                                                             | oraș Jibou                                                       | Str. Wesselenyi Miklos 16 | 1779 |                       | Raportează eroare |
| SJ-II-m-B-05075.07                                                                            | Șură                                                                                              | oraș Jibou                                                       | Str. Wesselenyi Miklos 18 | 1810 | Încarcă foto \| video | Raportează eroare |
| SJ-II-a-B-05076                                                                               | Ansamblul castelului Beldy, azi Spitalul de bolnavi neuropsihici                                  | oraș Jibou                                                       | Str. Stejarilor 199 47.28798°N 23.23941°E | înc. sec. XX | Încarcă foto \| video | Raportează eroare |
| SJ-II-m-B-05076.01                                                                            | Castelul Beldy, azi Spitalul de bolnavi neuropsihici                                              | oraș Jibou                                                       | Str. Stejarilor 199 | înc. sec. XX | Încarcă foto \| video | Raportează eroare |
| SJ-II-s-B-05076.02                                                                            | Parcul castelului, azi parcul spitalului                                                          | oraș Jibou                                                       | Str. Stejarilor 199 | înc. sec. XX | Încarcă foto \| video | Raportează eroare |
| SJ-II-m-B-20251 (RAN: 141795.02)                                                              | Biserica de lemn „Sf. Maria”                                                                      | sat Letca; comuna Letca                                          | 210, Cartierul „Din Sus” 47.33541°N 23.45548°E | sec. XVIII | Alte imagini          | Raportează eroare |
| SJ-II-m-B-05077                                                                               | Casă                                                                                              | sat Lompirt; comuna Sărmășag                                     | 44 | sec. XIX | Încarcă foto \| video | Raportează eroare |
| SJ-II-m-B-05078                                                                               | Biserica de lemn „Sf. Dumitru”                                                                    | sat Lozna; comuna Lozna                                          | 60 47.32184°N 23.46376°E | 1813 | Alte imagini          | Raportează eroare |
| SJ-II-m-B-05079 (RAN: 142417.01)                                                              | Biserica de lemn „Sf. Gheorghe”                                                                   | sat Măgura; comuna Poiana Blenchii                               | 22 47.3156°N 23.70326°E | 1707 |                       | Raportează eroare |
| SJ-II-a-A-05080 (RAN: 142088.02)                                                              | Ansamblul bisericii reformate                                                                     | sat Meseșenii de Jos; comuna Meseșenii de Jos                    | 296 | sec. XV-XVII | Alte imagini          | Raportează eroare |
| SJ-II-m-A-05080.01 (RAN: 142088.02.01)                                                        | Biserica reformată                                                                                | sat Meseșenii de Jos; comuna Meseșenii de Jos                    | 296 | sec. XV | Alte imagini          | Raportează eroare |
| SJ-II-m-A-05080.02 (RAN: 142088.02.02)                                                        | Clopotniță de lemn                                                                                | sat Meseșenii de Jos; comuna Meseșenii de Jos                    | 296 | sec. XVII | Alte imagini          | Raportează eroare |
| SJ-II-m-A-05081 (RAN: 142113.07)                                                              | Biserica „Adormirea Maicii Domnului”                                                              | sat Meseșenii de Sus; comuna Meseșenii de Jos                    | 55 47.13055°N 22.97861°E | 1785 |                       | Raportează eroare |
| SJ-II-m-B-05082 (RAN: 141474.01)                                                              | Biserica „Sf. Arhangheli Mihail și Gavriil”                                                       | sat Miluani; comuna Hida                                         | 159 | sec. XVI | Alte imagini          | Raportează eroare |
| SJ-II-a-A-05083 (RAN: 142596.01)                                                              | Ansamblul bisericii reformate                                                                     | sat Mineu; comuna Sălățig                                        | 134 | 1514, transf. în sec. XVIII                                                                                               | Alte imagini          | Raportează eroare |
| SJ-II-m-A-05083.01 (RAN: 142596.01.01)                                                        | Biserica reformată                                                                                | sat Mineu; comuna Sălățig                                        | 134 | 1514, transf. în sec. XVIII                                                                                               |                       | Raportează eroare |
| SJ-II-m-B-05083.02                                                                            | Clopotniță de lemn                                                                                | sat Mineu; comuna Sălățig                                        | 134 | sec. XVIII |                       | Raportează eroare |
| SJ-II-m-B-05084 (RAN: 140798.02)                                                              | Biserica de lemn „Sf. Arhangheli Mihail și Gavriil”                                               | sat Muncel; comuna Cristolț                                      | 66 A | sec. XVIII |                       | Raportează eroare |
| SJ-II-m-A-05085 (RAN: 139786.02)                                                              | Biserica de lemn „Sf. Arhangheli Mihail și Gavriil”                                               | sat aparținător Nadiș; oraș Cehu Silvaniei                       | 88 | 1738 | Alte imagini          | Raportează eroare |
| SJ-II-m-B-05086 (RAN: 141660.05)                                                              | Biserica de lemn „Sf. Arhangheli Mihail și Gavriil”                                               | sat Negreni; comuna Ileanda                                      | 35 47.34485°N 23.55732°E | sec. XVII | Alte imagini          | Raportează eroare |
| SJ-II-m-B-05087                                                                               | Biserica de lemn „Sf. Arhangheli Mihail și Gavriil”                                               | sat Noțig; comuna Sălățig                                        | 68 | 1842 | Alte imagini          | Raportează eroare |
| SJ-II-a-B-05088 (RAN: 142248.03)                                                              | Ansamblul castelului Banffy                                                                       | sat Nușfalău; comuna Nușfalău                                    | Str. Banffy Baro Ianos 3 47.19857°N 22.70543°E | sec. XVIII | Încarcă foto \| video | Raportează eroare |
| SJ-II-m-B-05088.01 (RAN: 142248.03.01)                                                        | Castelul Banffy                                                                                   | sat Nușfalău; comuna Nușfalău                                    | Str. Banffy Baro Ianos 3 | sec. XVIII | Încarcă foto \| video | Raportează eroare |
| SJ-II-s-B-05088.02                                                                            | Parc                                                                                              | sat Nușfalău; comuna Nușfalău                                    | Str. Banffy Baro Ianos 3 | sec. XVIII | Încarcă foto \| video | Raportează eroare |
| SJ-II-m-A-05089 (RAN: 142248.04)                                                              | Biserica reformată                                                                                | sat Nușfalău; comuna Nușfalău                                    | Str. Petöfi Sándor 18 | 1450-1480, transf. în sec. XIX                                                                                            |                       | Raportează eroare |
| SJ-II-m-B-05090                                                                               | Conacul Sebeș, azicămin cultural                                                                  | sat Panic; comuna Hereclean                                      | 100 47.20487°N 22.9917°E | 1834 | Alte imagini          | Raportează eroare |
| SJ-II-m-A-05091 (RAN: 141483.01)                                                              | Biserica de lemn „Adormirea Maicii Domnului” a fostei mănăstiri Strâmba-Fizeș                     | sat Păduriș; comuna Hida                                         | 28 47.10338°N 23.40255°E | 1725 | Alte imagini          | Raportează eroare |
| SJ-II-m-A-05092 (RAN: 142462.02)                                                              | Biserica de lemn „Sf. Ierarh Nicolae”                                                             | sat Păușa; comuna Românași                                       | 99 47.08446°N 23.14402°E | 1730 | Alte imagini          | Raportează eroare |
| SJ-II-a-B-05093 (RAN: 140912.01)                                                              | Ansamblul bisericii reformate                                                                     | sat Petrindu; comuna Cuzăplac                                    | 202 | sec. XIV; transf. în sec. XVIII                                                                                           | Alte imagini          | Raportează eroare |
| SJ-II-m-B-05093.01 (RAN: 140912.01.01)                                                        | Biserica reformată                                                                                | sat Petrindu; comuna Cuzăplac                                    | 202 | sec. XIV, transf. în sec. XVIII                                                                                           |                       | Raportează eroare |
| SJ-II-m-B-05093.02 (RAN: 140912.01.02)                                                        | Clopotnița de lemn                                                                                | sat Petrindu; comuna Cuzăplac                                    | 202 | sec. XVIII |                       | Raportează eroare |
| SJ-II-m-B-05094 (RAN: 140128.01)                                                              | Biserica de lemn „Sf. Arhangheli Mihail și Gavriil”                                               | sat Piroșa; comuna Băbeni                                        | 70 47.31682°N 23.38167°E | sec. XVII |                       | Raportează eroare |
| SJ-II-m-A-05095 (RAN: 142471.01)                                                              | Biserica de lemn „Sf. Arhangheli Mihail și Gavriil”                                               | sat Poarta Sălajului; comuna Românași                            | 97 47.08175°N 23.19143°E | înc. sec. XVIII | Alte imagini          | Raportează eroare |
| SJ-II-m-B-05096 (RAN: 141688.04)                                                              | Biserica de lemn „Sf. Arhangheli Mihail și Gavriil”                                               | sat Podișu; comuna Ileanda                                       | 73 47.31784°N 23.59511°E | sf. sec. XVIII | Alte imagini          | Raportează eroare |
| SJ-II-m-A-05097 (RAN: 140137.01)                                                              | Biserica de lemn „Sf. Arhangheli Mihail și Gavriil”                                               | sat Poienița; comuna Băbeni                                      | 161 47.30772°N 23.35264°E | sec. XVIII |                       | Raportează eroare |
| SJ-II-m-B-05098 (RAN: 141982.05)                                                              | Biserica de lemn „Înălțarea Domnului”                                                             | sat Porț; comuna Marca                                           | 25 A 47.24067°N 22.52388°E | 1792 |                       | Raportează eroare |
| SJ-II-m-B-05099 (RAN: 140752.01)                                                              | Biserica de lemn „Sf. Gheorghe”                                                                   | sat Prodănești; comuna Creaca                                    | 92 A 47.22277°N 23.26388°E | 1730 | Alte imagini          | Raportează eroare |
| SJ-II-m-B-05100                                                                               | Biserica de lemn „Adormirea Maicii Domnului”                                                      | sat Purcăreț; comuna Letca                                       | 67 47.37249°N 23.43767°E | înc. sec. XIX | Alte imagini          | Raportează eroare |
| SJ-II-m-A-05101 (RAN: 141492.01)                                                              | Biserica de lemn „Sf. Arhangheli Mihail și Gavriil”                                               | sat Racâș; comuna Hida                                           | 8 47.10836°N 23.29379°E | 1741 | Alte imagini          | Raportează eroare |
| SJ-II-m-B-05102                                                                               | Biserica de lemn „Sf. Arhangheli Mihail și Gavriil”                                               | sat Răstoci; comuna Ileanda                                      | 51 47.35964°N 23.52721°E | 1833 | Alte imagini          | Raportează eroare |
| SJ-II-m-B-21139                                                                               | Casa morarului din Răstoci                                                                        | sat Răstoci; comuna Ileanda                                      | 64 | 1870 |                       | Raportează eroare |
| SJ-II-m-B-05103                                                                               | Biserica de lemn „Adormirea Maicii Domnului”                                                      | sat Răstolțu Deșert; comuna Agrij                                | 75 47.04484°N 23.13607°E | înc. sec. XIX | Alte imagini          | Raportează eroare |
| SJ-II-m-B-05104                                                                               | Biserica de lemn „Adormirea Maicii Domnului”                                                      | sat Răstolțu Mare; comuna Buciumi                                | 41 47.03071°N 23.07531°E | 1835 |                       | Raportează eroare |
| SJ-II-m-A-05105                                                                               | Turn clopotniță de lemn                                                                           | sat Recea; comuna Vîrșolț                                        | 217 47.19507°N 22.94696°E | 1754 | Alte imagini          | Raportează eroare |
| SJ-II-m-B-05106                                                                               | Cazarmă, azi moară                                                                                | sat Românași; comuna Românași                                    | 165 | sec. XIX | Încarcă foto \| video | Raportează eroare |
| SJ-II-m-A-05107 (RAN: 142480.02)                                                              | Biserica de lemn „Sf. Nicolae”                                                                    | sat Romita; comuna Românași                                      | 133 47.14535°N 23.20711°E | înc. sec. XVIII |                       | Raportează eroare |
| SJ-II-m-B-05108 (RAN: 142569.01)                                                              | Biserica reformată                                                                                | sat Sălățig; comuna Sălățig                                      | 135 | 1753, transf.1809 |                       | Raportează eroare |
| SJ-II-a-B-05112 (RAN: 140057.01)                                                              | Ansamblul bisericii reformate                                                                     | sat Sfăraș; comuna Almașu                                        | 107 46.90642°N 23.09391°E | sec. XV - XVIII | Alte imagini          | Raportează eroare |
| SJ-II-m-B-05112.01 (RAN: 140057.01.01)                                                        | Biserica reformată                                                                                | sat Sfăraș; comuna Almașu                                        | 107 | sec. XV |                       | Raportează eroare |
| SJ-II-m-B-05112.02 (RAN: 140057.01.02)                                                        | Clopotnița de lemn                                                                                | sat Sfăraș; comuna Almașu                                        | 107 | 1750 |                       | Raportează eroare |
| SJ-II-m-B-05113 (RAN: 140538.02)                                                              | Biserica de lemn „Sf. Arhangheli Mihail și Gavriil”                                               | sat Sighetu Silvaniei; comuna Chieșd                             | 180 | 1632 |                       | Raportează eroare |
| SJ-II-m-A-05109 (RAN: 142685.02)                                                              | Biserica de lemn „Sf. Arhangheli Mihail și Gavriil”                                               | sat Sânmihaiu Almașului; comuna Sânmihaiu Almașului              | 469 47.03291°N 23.26993°E | 1778-1794 | Alte imagini          | Raportează eroare |
| SJ-II-m-A-05110 (RAN: 141508.02)                                                              | Biserica de lemn „Sf. Apostoli Petru și Pavel”                                                    | sat Sânpetru Almașului; comuna Hida                              | 43 | înc. sec. XVII | Alte imagini          | Raportează eroare |
| SJ-II-m-B-05111 (RAN: 142658.01)                                                              | Biserica de lemn „Sf. Arhangheli Mihail și Gavriil”                                               | sat Sârbi; comuna Sâg                                            | 174 47.06611°N 22.795°E | 1707 Achim Pop, Ivan Druglit (meșteri), Dimitrie Ispas de la Gilău (zugravi)                                              | Alte imagini          | Raportează eroare |
| SJ-II-m-B-05114 (RAN: 141303.02)                                                              | Biserica de lemn „Adormirea Maicii Domnului”                                                      | sat Solomon; comuna Gîrbou                                       | 138 47.17215°N 23.42232°E | sec. XVIII | Alte imagini          | Raportează eroare |
| SJ-II-m-A-05115 (RAN: 140066.02)                                                              | Biserica reformată                                                                                | sat Stana; comuna Almașu                                         | 92 | 1640, modif. în 1742 și lărgită în 1838                                                                                   | Încarcă foto \| video | Raportează eroare |
| SJ-II-a-B-05116 (RAN: 143003.02)                                                              | Ruinele cetății Valcăului                                                                         | sat Sub Cetate; comuna Valcău de Jos                             | La 2 km de sat, în pădurea numită Cetate, în afara localității, în pădure | sec. XIII - XVII | Încarcă foto \| video | Raportează eroare |
| SJ-II-m-B-05117 (RAN: 142783.03)                                                              | Castelul Jozsika, azi Agromec                                                                     | sat Surduc; comuna Surduc                                        | 334 47.25596°N 23.34093°E | sec. XVII-XIX Josef Schmelzer (sculptor), Holtzman Antal (ceramist)                                                       | Alte imagini          | Raportează eroare |
| SJ-II-m-B-05118                                                                               | Biserica „Sf. Arhangheli Mihail și Gavriil”                                                       | sat Șamșud; comuna Șamșud                                        | 56 | 1885 | Încarcă foto \| video | Raportează eroare |
| SJ-II-m-B-05020 (RAN: 139900.01)                                                              | Biserica de lemn „Adormirea Maicii Domnului”                                                      | sat aparținător Bic; oraș Șimleu Silvaniei                       | 23, Strămutată din satul Stâna 47.18888°N 22.81861°E | 1778 Ioan Pop din Românași, Precup Pop (zugravi)                                                                          | Alte imagini          | Raportează eroare |
| SJ-II-m-B-05120                                                                               | Gimnaziul călugărilor minoriți, azi internatul Grupului școlar „Iuliu Maniu”                      | oraș Șimleu Silvaniei                                            | Str. 1 Decembrie 1918, nr. 8 | cca. 1825 | Alte imagini          | Raportează eroare |
| SJ-II-m-B-05122                                                                               | Școala Gimnazială „Silvania”                                                                      | oraș Șimleu Silvaniei                                            | Str. 1 Decembrie 1918 12-14 | sf. sec. XIX | Alte imagini          | Raportează eroare |
| SJ-II-m-B-05123                                                                               | Casa Memorială „Iuliu Maniu”, azi sală de expoziții                                               | oraș Șimleu Silvaniei                                            | Str. 1 Decembrie 1918 19 | înc. sec. XX |                       | Raportează eroare |
| SJ-II-m-B-05121                                                                               | Fosta bibliotecă orășenească, Azi Centrul de Cercetări și Asistență Medicală                      | oraș Șimleu Silvaniei                                            | Str. 1 Decembrie 1918 37 | cca. 1900 |                       | Raportează eroare |
| SJ-II-m-B-05124                                                                               | Centrul de cercetări și asistență medicală                                                        | oraș Șimleu Silvaniei                                            | Str. 1 Decembrie 1918 37 | 1910 |                       | Raportează eroare |
| SJ-II-m-B-05125                                                                               | Sinagogă                                                                                          | oraș Șimleu Silvaniei                                            | Piața 1 Mai 13 47.2302°N 22.8017°E | sec. XIX | Alte imagini          | Raportează eroare |
| SJ-II-m-A-05128 (RAN: 139893.15)                                                              | Biserica romano-catolică                                                                          | oraș Șimleu Silvaniei                                            | Str. 1 Mai 1A 47.2323°N 22.79856°E | 1532, ref. 1666 și supraînălțată 1892                                                                                     | Alte imagini          | Raportează eroare |
| SJ-II-a-A-05126 (RAN: 139893.06)                                                              | Ansamblul cetății Bathory                                                                         | oraș Șimleu Silvaniei                                            | Str. Bathory Stefanus 1 47.23074°N 22.79913°E | a doua jum.sec. XVI | Alte imagini          | Raportează eroare |
| SJ-II-m-A-05126.01 (RAN: 139893.09.01)                                                        | Bastioane                                                                                         | oraș Șimleu Silvaniei                                            | Str. Bathory Stefanus 1 | a doua jum. sec. XVI |                       | Raportează eroare |
| SJ-II-m-A-05126.02 (RAN: 139893.09.02)                                                        | Zid de incintă                                                                                    | oraș Șimleu Silvaniei                                            | Str. Bathory Stefanus 1 | a doua jum. sec. XVI |                       | Raportează eroare |
| SJ-II-m-A-05126.03 (RAN: 139893.09.03)                                                        | Poartă                                                                                            | oraș Șimleu Silvaniei                                            | Str. Bathory Stefanus 1 | 1597 |                       | Raportează eroare |
| SJ-II-m-B-05127                                                                               | Școala Gimnazială „Silvania”, corp C                                                              | oraș Șimleu Silvaniei                                            | Str. Carpați 3 | sf. sec. XIX | Încarcă foto \| video | Raportează eroare |
| SJ-II-m-B-05129                                                                               | „Banca Silvania”, azi Judecătoria                                                                 | oraș Șimleu Silvaniei                                            | Piața Maniu Iuliu 1, colț cu 1 Decembrie 1918 | 1920 - 1925 |                       | Raportează eroare |
| SJ-II-m-B-05130 (RAN: 139893)                                                                 | Biserica reformată                                                                                | oraș Șimleu Silvaniei                                            | Str. Salcâmului 7 | 1730, turnul 1810-1815 | Alte imagini          | Raportează eroare |
| SJ-II-m-A-05131 (RAN: 141857.01)                                                              | Biserica de lemn „Sf. Arhangheli Mihail și Gavril”                                                | sat Șoimușeni; comuna Letca                                      | 6 | sec. XVI |                       | Raportează eroare |
| SJ-II-m-B-05132 (RAN: 141125.01)                                                              | Biserica reformată                                                                                | sat Tetișu; comuna Fildu de Jos                                  | 28 A | sec. XIV, ref. 1937 | Alte imagini          | Raportează eroare |
| SJ-II-m-A-05133 (RAN: 141866.01)                                                              | Biserica de lemn „Sf. Arhangheli Mihail și Gavriil”                                               | sat Toplița; comuna Letca                                        | 67 47.35849°N 23.47085°E | sec. XVI | Alte imagini          | Raportează eroare |
| SJ-II-m-B-05135 (RAN: 142845.01)                                                              | Biserica de lemn „Sf. Arhangheli Mihail și Gavriil”                                               | sat Turbuța; comuna Surduc                                       | 97 | sec. XVII Lazăr Tocaciu • Biró Lajos (zugravi)                                                                            |                       | Raportează eroare |
| SJ-II-m-A-05136 (RAN: 142667.03)                                                              | Biserica de lemn „Sf. Arhangheli Mihail și Gavriil”                                               | sat Tusa; comuna Sâg                                             | 87 47.05°N 22.78°E | înc. sec. XVIII | Alte imagini          | Raportează eroare |
| SJ-II-m-B-05137 (RAN: 142060.02)                                                              | Biserica fostei mănăstiri benedictine, azi biserică reformată                                     | sat Uileacu Șimleului; comuna Măeriște                           | 46 47.27925°N 22.75342°E | 1260-1300, ref. sec. XVIII                                                                                                | Alte imagini          | Raportează eroare |
| SJ-II-m-A-05138 (RAN: 139795.02)                                                              | Biserica de lemn „Nașterea Maicii Domnului”                                                       | sat aparținător Ulciug; oraș Cehu Silvaniei                      | 210 47.43288°N 23.19382°E | sec. XVIII | Alte imagini          | Raportează eroare |
| SJ-II-m-B-05139                                                                               | Biserica reformată                                                                                | sat Valcău de Jos; comuna Valcău de Jos                          | 228 | 1896 | Încarcă foto \| video | Raportează eroare |
| SJ-II-m-B-05140 (RAN: 139866.02)                                                              | Biserica de lemn „Sf. Apostoli Petru și Pavel”                                                    | sat aparținător Var; oraș Jibou                                  | 72 | înc. sec. XVIII |                       | Raportează eroare |
| SJ-II-m-A-05141 (RAN: 142220.02)                                                              | Biserica de lemn „Adormirea Maicii Domnului”                                                      | sat Vădurele; comuna Năpradea                                    | 89 47.33119°N 23.34194°E | sec. XVII |                       | Raportează eroare |
| SJ-II-m-A-05142                                                                               | Biserica de lemn „Sf. Arhangheli Mihail și Gavriil”                                               | sat Voivodeni; comuna Dragu                                      | 194 47.05614°N 23.4268°E | 1820 | Alte imagini          | Raportează eroare |
| SJ-II-m-B-05143 (RAN: 140315.03)                                                              | Biserica de lemn „Sf. Arhangheli Mihail și Gavriil”                                               | sat Zalnoc; comuna Bobota                                        | 94 A 47.3567°N 22.6769°E | cca. 1700 | Alte imagini          | Raportează eroare |
| SJ-II-m-B-05144 (RAN: 141768.05)                                                              | Biserica reformată                                                                                | sat Zăuan; comuna Ip                                             | 162 | 1680, turnul din 1784 |                       | Raportează eroare |
| SJ-II-m-B-05145                                                                               | Conac, azi dispensar                                                                              | sat Zăuan; comuna Ip                                             | 185 47.22589°N 22.66371°E | sec. XIX | Alte imagini          | Raportează eroare |
| SJ-II-m-B-05146                                                                               | Clădire publică                                                                                   | sat Zăuan; comuna Ip                                             | 330 | sec. XIX | Încarcă foto \| video | Raportează eroare |
| SJ-II-a-B-05147                                                                               | Ansamblul conacului Zsombory                                                                      | sat Zimbor; comuna Zimbor                                        | 34 47.00222°N 23.26333°E | sec. XIX |                       | Raportează eroare |
| SJ-II-m-B-05147.01                                                                            | Conacul Zsombory                                                                                  | sat Zimbor; comuna Zimbor                                        | 34 47.0022°N 23.2633°E | sec. XIX | Alte imagini          | Raportează eroare |
| SJ-II-s-B-05147.02                                                                            | Parcul conacului Zsombory                                                                         | sat Zimbor; comuna Zimbor                                        | 34 | sec. XIX | Alte imagini          | Raportează eroare |
| SJ-II-m-A-05148 (RAN: 143156.02)                                                              | Biserica de lemn „Adormirea Maicii Domnului”                                                      | sat Zimbor; comuna Zimbor                                        | 54 46.99796°N 23.2609°E | 1643 | Alte imagini          | Raportează eroare |
| SJ-II-a-B-05149 (RAN: 143156.01)                                                              | Ansamblul bisericii reformate                                                                     | sat Zimbor; comuna Zimbor                                        | 125 | sec. XV, adăugiri sec. XVIII                                                                                              |                       | Raportează eroare |
| SJ-II-m-B-05149.01 (RAN: 143156.01.01)                                                        | Biserica reformată                                                                                | sat Zimbor; comuna Zimbor                                        | 125 | sec. XV, adăugiri sec. XVIII                                                                                              | Alte imagini          | Raportează eroare |
| SJ-II-m-B-05149.02 (RAN: 143156.01.02)                                                        | Clopotnița de lemn                                                                                | sat Zimbor; comuna Zimbor                                        | 125 | sec. XVII | Alte imagini          | Raportează eroare |
| SJ-III-m-B-05150                                                                              | Bustul lui Simion Bărnuțiu                                                                        | municipiul Zalău                                                 | Piața 1 Decembrie 1918 12, în fața Prefecturii Sălaj | |                       | Raportează eroare |
| SJ-III-m-B-05151                                                                              | Monumentul Wesselenyi                                                                             | municipiul Zalău                                                 | Piața Iuliu Maniu, flancat de clădirea „Transilvania”, Primăria municipiului Zalău și clădirea DJCCPCN Sălaj 47.17582°N 23.05944°E | 1902 |                       | Raportează eroare |
| SJ-III-m-B-05152                                                                              | Statuia de piatră a Maicii Domnului                                                               | sat Benesat; comuna Benesat                                      | 14, în curtea casei nr. 14 | 1822 | Încarcă foto \| video | Raportează eroare |
| SJ-III-m-B-05153                                                                              | Fântână de piatră                                                                                 | oraș Cehu Silvaniei                                              | Str. Cetății 35 | sec. XVI | Încarcă foto \| video | Raportează eroare |
| SJ-III-m-B-05155                                                                              | Monument comemorativ pe locul luptei lui Mihai Viteazul din august 1601                           | sat Guruslău; comuna Hereclean                                   | La 5 km de sat, pe Dealul lui Mihai | 1976 Victor Gaga |                       | Raportează eroare |
| SJ-III-m-B-05154                                                                              | Bustul lui Simion Bărnuțiu                                                                        | oraș Șimleu Silvaniei                                            | Str. 1 Decembrie 1918 49, în curtea Liceului „Simion Bărnuțiu” | | Alte imagini          | Raportează eroare |
| SJ-IV-m-B-05156                                                                               | Mormântul și monumentul lui Simion Bărnuțiu                                                       | sat Bocșa; comuna Bocșa                                          | 49 47.29888°N 22.91944°E | sec. XIX | Încarcă foto \| video | Raportează eroare |
| SJ-IV-m-B-05157                                                                               | Monument amintind foametea din 1814                                                               | sat Ileanda; comuna Ileanda                                      | La aprox. 1 km de sat 47.3137°N 23.60423°E | 1849 | Alte imagini          | Raportează eroare |
| SJ-IV-m-A-05075.08                                                                            | Criptă-ruine                                                                                      | oraș Jibou                                                       | Str. Wesselenyi Miklos 16 | 1779-1810 | Încarcă foto \| video | Raportează eroare |